# خودروی سفارشی

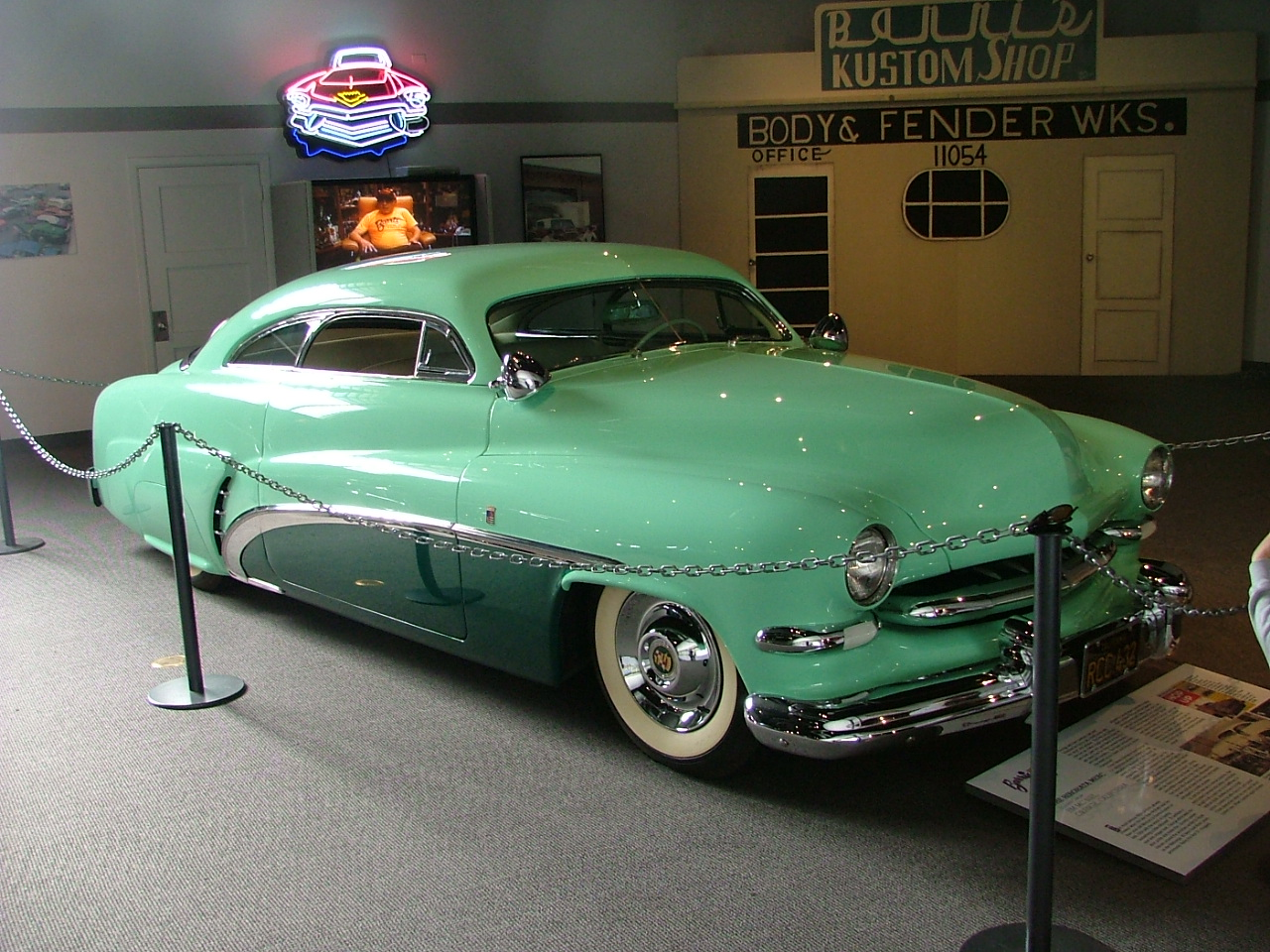
می‌توان در سبک کلاسیک مشهورترین اتومبیل، Hirohata Merc است

اتومبیل تیون شده (سفارشی) (به انگلیسی: Custom car) وسیله نقلیه سواری است که برای بهبود عملکرد، اغلب با تغییر یا جایگزینی موتور و سیستم انتقال قدرت، تغییر اساسی کرده است. با استفاده از رنگ و لوازم جانبی و قطعات؛ می‌توان خودرو را با ظاهری جدید یا طراحی توسعه یافته از خودروی کارخانه ای عرضه کرد. برخی از علاقه‌مندان به خودرو در ایالات متحده آرزو دارند اتومبیلی منحصربه فرد داشته باشند که «طراحی ظاهری و عملکرد» آن یک قدم فراتر از خودروهای نمایشگاهی باشد. اتومبیل سفارشی در انگلیسی با توجه به فرهنگ لغت انگلیسی کالینز با توجه به مشخصات خریدار ساخته می‌شود.
اگرچه این دو موضوع با هم مرتبط هستند، اما اتومبیل‌های سفارشی از هات رود متمایز هستند. میزان این اختلاف برای چندین دهه مورد بحث بین سفارشی سازان و فروشندگان بوده است. علاوه بر این، استریت رود را می‌توان نوعی از خودرو سفارشی در نظر گرفت.
اتومبیل‌های تیون شده (سفارشی) را نباید با اتومبیل‌های دست‌ساز و ساخته شده با کابین اشتباه گرفت، شاسی‌های نورد ،از لحاظ تاریخی مجهز به بدنه لوکس توسط سازندگان ویژه بدنه متناسب شده‌اند.

## تاریخچه
توسعه هات رود، تغییر نام با تغییر در طراحی طراحی اتومبیل‌هایی که اصلاح می‌شوند مطابقت دارد. اولین اتومبیل‌های هات رود مربوط به دوران قبل از جنگ جهانی دوم بودند، این اتومبیل‌ها دارای رکاب و گلگیرهای ساده روی چرخ بودند. اتومبیل‌های مدل اولیه (۱۹۲۹ تا ۱۹۳۴) با حذف رکاب‌ها یا از بین بردن کامل گلگیرها یا جایگزینی آنها با گلگیرهای منحنی اصلاح شدند. در مدلهای بعدی معمولاً در حاشیه گلگیر نصب شده بود. " gow job" در اوایل تا اواسط دهه ۱۹۵۰ به درون هات رود تبدیل شد. نمونه ساخته‌های مربوط به قبل از جنگ جهانی دوم چرخهای سیمی فورد در سال ۱۹۳۵ بود.
بسیاری از خودروها با ایجاد تغییراتی در موتور مانند افزودن کاربراتور اضافی، قالپاق موتور با ویژگی فشرده سازی بالا، سیستم اگزوزهای دوتایی «تقویت شدند». تعویض موتور، بیشتر با هدف قرار دادن قدرتمندترین موتور در سبک‌ترین حالت ترکیب قاب و بدنه انجام می‌شد. سیستم تعلیق و کمک فنر معمولاً در ابتدا، با پایین آوردن انتهای عقب تا حد امکان با استفاده از بلوک‌های پایین آورنده در فنرهای عقب تغییر می‌کند. در اتومبیل‌های نسل بعدی با اضافه کردن یک محور جلو یا گرم کردن فنرهای کوئل جلو حالت شیبداری انجام می‌دادند تا جلوی ماشین بسیار پایین‌تر از عقب آن باشد. بلافاصله بعد از جنگ جهانی، بیشتر هات رودها از ترمزهای مکانیکی به هیدرولیکی ("کاسه ای") و لامپ چراغ‌های جلو به لامپ گازی تغییر می‌کنند.
در اواسط دهه ۱۹۵۰ و اوایل دهه ۱۹۶۰ میلادی Deuce سفارشی (مدلی از خودرو فورد) به‌طور معمول بدون دنده و به شدت خرد شده بود، و تقریباً تمام فورد (یا Mercury)، با موتور تخت ۲۳۹ اینچ مکعب (۳٬۹۲۰ سانتی‌متر مکعب)، معرفی شده در سال 1939) ؛ Halibrand (کارخانه رینگ سازی) با تغییر سریع دیفرانسیل عقب نیز معمول بود، و Edelbrock (شرکت طراحی و ساخت قطعات خودرو) منیفولد ورودی یا Harman and Collins (شرکت میلنگ سازی) مغناطیس احتراق خواهد بود تقریباً غیر معمول بود. Reproduction spindles (سگدست)، ترمزهای کاسه ای و پشتیبان‌گیری بر اساس دهه ۱۹۳۷ امروزه در دسترس هستند. فروشگاه قطعات خودرو در دسترس Barney Navarro بود، Vic Edelbrockو Offenhauser. اولین منیفولد ورودی Edelbrock (شرکت طراحی و ساخت قطعات خودرو) که به فروش رسید یک طرح «تیرکمان» برای flatty بود. کمک فنر سیستم تعلیق جلو از اتومبیل‌های sprint (نوعی از اتومبیل‌های آفرودی)، مانند Kurtis Krafts سازگار شده است. اولین سوپرشارژر جیمی در V8 توسط Navarro در سال ۱۹۵۰ بود.
مدت‌ها بعد، هات رود و تیون شده‌ها (سفارشی‌ها)، محور قدیمی عقب (اکسل) را با محور عقب مستقل (اکسل) عوض می‌کردند، که اغلب از کمپانی خودروسازی جگوار بود. گاهی اوقات جلوپنجره یک ماشین ساخته شده را با ماشین دیگر جایگزین می‌کردند؛ از جلوپنجره بیوک ۱۹۳۷ اغلب در یک فورد استفاده می‌شد. در دهه ۱۹۵۰ و ۱۹۶۰، تبدیل جلوپنجره ، انتخابی در 1953 DeSoto بود. هات رودهای اصلی مانند مدل A Fords که از آن ساخته شده بود رنگ آمیزی شده بودند و فقط به آرامی شروع به رنگ گرفتن می‌کردند، و سرانجام هودهای شعله‌ور زرد نارنجی فانتزی یا پوشش‌های اکریلیک عمیق «مانند آب نبات» در رنگ‌های مختلف به پایان رسید.
با ایجاد تغییر در طراحی اتومبیل برای قرار دادن چرخ‌ها در گلگیرها و گسترش کاپوت به نسبت پهنای اتومبیل، اقدامات گذشته دیگر امکان‌پذیر نبود. علاوه بر این، تبلیغات عظیم خودرویی باعث افزایش علاقه مردم به مدل‌های جدیدتر در دهه ۱۹۵۰ شد؛ بنابراین، اتومبیل‌های تیون شده (سفارشی)، با جابه‌جا کردن حلقه‌های چراغ جلو، جلو پنجره، سپرها، نوارهای جانبی کروم، و همچنین چراغ‌های عقب و جلو، به وجود آمدند. بدنه خودرو با برش ورق فلز، برداشتن قسمت‌هایی برای پایین آوردن خودرو، جوشکاری مجدد و افزودن سربتا فرم حاصل صاف شود و تغییر یابد (از این رو اصطلاح lead sled؛ بتونه از آن زمان تا حد زیادی جایگزین سرب شده است).) بریدن باعث پایین آمدن سقف می‌شد در حالی که برش باعث لاغر شدن بدنه از بالا به پایین می‌شد. جدا کردن شکافهای برش در قسمت پایین بود که بدنه با قاب تماس داشته باشد تا کل بدنه پایین بیاید. آنتن بال کوسه ای اغلب از اتومبیل‌های دیگر اضافه می‌شدند، یا از ورق فولاد ساخته می‌شدند. در فرهنگ اتومبیل‌های تیون شده (سفارشی)، کسی که فقط قسمت ظاهری خودرو را بدون عملکرد قابل ملاحظه ای بهبود بخشد تغییر می‌داد مورد تحقیر و تمسخر قرار می‌گرفت. مجله Juxtapoz، که توسط هنرمند Robert Williams تأسیس شد، هنر Kustom Kulture را پوشش داده است.

## سبک سفارشی سازی
اتومبیل‌های تیون شده (سفارشی) از وضعیت موجود در بازار متمایز هستند. سازندگان ممکن است ویژگی‌های بصری و عملکردی برخی از سبک‌های اصلاحی مربوط را در نظر بگیرند و آنها را به دلخواه ترکیب کنند. در حال حاضر چندین تم مختلف وجود دارد، از جمله:
- (رت رود)Rat rod: ظاهر «ناتمام» و آماتور ساخته شده از هات رود در دهه‌های ۱۹۳۰، ۱۹۴۰ و ۱۹۵۰ را تقلید می‌کند (یا اغراق می‌کند)
- Restomod(رستومود) - ترمیم و مدرن شده است. به روزرسانی ایمنی و راحتی، مانند ترمز دیسکی، AC (سیستم تهویه اتوماتیک) و غیره، اما می‌تواند شامل سیستم تزریق سوخت و بروزرسانی بیش از حد و غیره باشد. از نظر خارجی ممکن است به جای اتومبیل تقویتی، به یک اتومبیل سفارشی با حالت‌های صحیح شباهت داشته باشد.
- ماشین‌های خیابانی: به‌طور معمول اتومبیل‌های آمریکایی با موتورهایی تعویض شده با حجم بالا، از نظر سرعت و غالباً از نظر ظاهری اصلاح می‌شوند.
- Street rod(استریت رود)- عمدتاً از وسایل نقلیه و اجزای خاص تشکیل شده است، یا از ویژگی‌های بصری اتومبیل‌ها از طریق محصول دهه ۴۰ تقلید می‌کند. در اینجا با هات رود اشتراک زیادی وجود دارد.

## سایر امکانات

### رنگ آمیزی
دربارهٔ رنگ آمیزی یک نگرانی ویژه وجود داشت. پس از تمام شدن کار بدنه، اتومبیل‌ها با رنگ‌های غیرمعمول رنگ آمیزی شد. رنگ سیب آب نبات (نوعی ترکیب رنگ) شفاف اما با رنگ جیغ، که در بالای لایه زیرین فلزی قرار گرفته و رنگ متالیک اکلیلی، با زرق و برق (درخشندگی) آلومینیومی درون رنگ سیب آب نبات، در دهه ۱۹۶۰ ظاهر شدند. برای تولید جلوه ای درخشان از کتهای زیادی استفاده می‌شد (کت همان لایه ای است که به عنوان کاور از رنگ اصلی محافظت می‌کند) - که در آب و هوای گرم تمایل به پوسته پوسته شدن دارد. این فرایند و سبک کار رنگ آمیزی توسط جو بایلون، سفارشی سازی از کالیفرنیای شمالی ابداع شد.
سفارشی سازان نیز عادت دارند پس از پایان کار پوشش اصلی، رنگ تزئنی را اضافه کنند، شعله‌های آتش که از قسمت چرخ‌های جلو به عقب کشیده می‌شدند، گوش ماهی و نوارهای تزئینی رنگی متضاد را با دست کشیده بودند. انتظار می‌رود رنگ پایه، غالباً یک کت، از یک رنگ ساده‌تر باشد. Flame jobs (برچسب طرح آتش) بعداً به کاپوت گسترش یافت و تمام قسمت جلویی آن را دربر گرفت و از رنگ قرمز و زرد سنتی به آبی و سبز و شعله‌های "شبح" مانند بدنه پیشرفت کرد. نوعی از سبک خاصی از شعله‌های آتش، به نام "crab law flames"، که همچنین امروزه نیز رایج است، به Dean Jeffries نسبت داده می‌شود.
رنگ آمیزی به قسمتی جزئی از اتومبیل‌های تیون شده (سفارشی) تبدیل شده است که اکنون در بسیاری از مسابقات اتومبیل‌های تیون شده (سفارشی)، جوایز رنگ سفارشی به همان اندازه جوایز خود اتومبیل‌ها مورد توجه است.

### تعویض موتور
تعویض موتور همیشه فرایندی عادی و پیش پا افتاده‌ای بوده است. بار اول، موتور flathead V8 فورد در اولویت بوده، که در اوایل دهه‌های ۱۹۵۰ و ۱۹۶۰ توسط Hemi اولیه جایگزین شد. تا دهه ۱۹۷۰، Chevy با بلوک کوچک مرسوم‌ترین گزینه بوده و از دهه ۱۹۸۰، موتور شورلت ۳۵۰ اینچ مکعب (۵٬۷ لیتر) تقریباً در همه جا حضور داشته است. ۳۲۵ اینچ مکعب (۵٫۳ لیتر) موتور شورولت LS ۳۲۵ اینچ مکعب (۵٬۳ لیتر) جایگزین موتور شورلت ۳۵۰ اینچ مکعب شده است. موتورهای  Flatheads و hemis اولیه به‌طور کامل از بین نرفته‌اند، اما در دسترس بودن، سهولت در، در تعمیر و نگهداری و هزینه پایین قطعات باعث می‌شود که شورولت V8، به ویژه بلوک کوچک نسل‌های اول و سوم، شایع‌ترین موتور انتخابی باشد.
سفارشی کردن اتومبیل‌ها پس از جنگ جهانی، برخی از این روش‌ها به ماشین‌های قبل از جنگ جهانی، که می‌توان آنها را "Fendered rods" نام برد، گسترش یافت و کارهای بیشتری روی بدنهٔ آنها انجام شد. یک قانون جایگزین برای برطرف کردن ایهام ایجاد شد: موتورهای هات رود (hot rods) پشت سیستم تعلیق جلو بودند، در حالی که سفارشی سازان موتور را روی سیستم تعلیق جلو قرار می‌دادند. روشن‌ترین نمونه آن، فورد قبل از سال ۱۹۴۹ دارای سیستم تعلیق جلو عرضی قدیمی هنری فورد بود، در حالی که مدل‌های ۱۹۴۹ دارای یک سیستم تعلیق مدرن تر بود که موتور را به جلو انتقال دادند. با این اوضاع، یک موزه آمریکایی اولین خودرو تیون شده (سفارشی) واقعی را دارد که توسط Cletus Clobes در سال ۱۹۳۲ ساخته شده بود، در بین نمایشگاه‌های خود دارد. با آمدن اتومبیل‌های عضلانی، و دیگر با خودروی لوکس با عملکرد بالا، سفارشی سازی کاهش یافت. یکی از مکانهای شایع آن در جنوب غربی ایالات متحده بود که در آن lowrider (اتومبیل‌های کلاسیک که دارای سیستم پنوماتیک بودند و بیشتر سیاه پوستان از این نوع سبک خودروی کلاسیک استفاده می‌کنند) شبیه مفهوم قبلی اما برای اتومبیل‌های بعد از دهه ۱۹۵۰ ساخته شدند.
با روند کاهشی ساخت بدنه‌های فولادی کاربردی آنتیک، شرکت‌هایی مانند Westcott , Harwood , Gibbon Fiberglass و Speedway Motors شروع به ساختن نسخه‌های جدید فایبرگلاس کردند، در حالی که Classic Manufacturing and Supply، به‌طور مثال، از 1970s نمونه‌های مختلف بدنه‌های فولادی جدیدتر را ساخته است. قانون "junker" (یا "سنگ شکن") کالیفرنیا، که با پرداخت مبلغی ناچیز برای خارج کردن "آلاینده‌های ناخالص" از جاده به دلیل تسریع این روند، مورد انتقاد علاقه‌مندان (و SEMA) قرار گرفته است. از شروع دهه ۱۹۵۰، در بین سفارشی سازان با به نمایش گذاشتن اتومبیل‌های خود در رستوران‌هایی که با اتومبیل غذا سفارش می‌دهند، مانند Johnie's Broiler در داونی، کالیفرنیا ، محبوب شد. این تکنیک در جنوب کالیفرنیا ادامه دارد.

## افراد سفارشی ساز
نمونه‌هایی از سفارشی سازهای قابل توجه عبارتند از George Barris , Vini Bergeman Bill Cushenberry از برادران Alexander , Gil Ayala, Darryl Starbird, Roy Brizio , Troy Trepanier (از Rad Riders توسط Troy), Boyd Coddington , Darryl Hollenbeck در (کار خارج از استودیوی Vintage Color ; برنده جایزه زیباترین رودستر (AMBR) 2016 آمریکا با یک Deuce سفارشی) Harry Westergaard, Dave Stuckey , Dean Jeffries, Barry Lobeck , Phil Cool (که برنده شد جایزه 1978 AMBR با یک Deuce نارنجی روشن، ماشین پوشش برای هات رود در ژوئیه ۱۹۷۸)، Troy Ladd از هات رودهای هالیوود، Doane Spencer (سازنده Deuce دهه ۱۹۴۰ الگوی hiboy را در نظر گرفت)، "Poise" , Ron Clark و Bob Kaiser (از سفارشی سازهای Clarkaiser) , Joe Bailon (مخترع رنگ سیب آب نبات)، Gene Winfield , Rick Dore Joe Wilhelm , " Magoo»، Chip Foose , و Pete Chapouris.
افراد دیگری، مانند Von Dutch، بیشتر به عنوان نقاش ان سفارشی شناخته می‌شوند. برخی از سفارشی سازان به لطف همکاری با هالیوود، فراتر از جامعه اتومبیل سازی معروف شده‌اند، از جمله Barris , Jeffries و Coddington. Barris; در تلویزیون Batmobile (اتومبیل خیالی بتمن) را طراحی کرد، در حالی که Chapouris کوپه شعله‌ور سه پنجره '۳۴ را در تله فیلم معروف " The California Kid " ساخت. ساخته‌های دیگر Barris , Ala Kart (یک پیکاپ رودستر مدل ۲۹ Ford Ford A)، پس از کسب دو برد متوالی AMBR، در فیلم حضور زیادی داشت (معمولاً در پس زمینه صحنه‌های غذاخوری و موارد دیگر). برخی از سفارشی سازها به اندازه کافی شناخته شده‌اند که فقط با نام خاص ذکر می‌شوند. اینها شامل Boyd (Coddington) , Pete (Chapouris) و Jake (Jim Jacobs) است.

## جوایز
رده بالاترین جایزه برای سفارشی سازان جایزه AMBR (زیباترین رودستر آمریکا) است که از سال ۱۹۴۸ هر ساله در نمایشگاه Grand National Roadster نمایش داده می‌شود (همچنین در انجمن سفارشی سازان با نام نمایشگاه اوکلند "Oakland" رودستر شناخته می‌شود تا اینکه در سال ۲۰۰۳ به کالیفرنیای جنوبی منتقل شد). این رقابت آداب و رسوم معروف و بنیادی را ایجاد کرده است.
دیگری جایزه ریدلر است که به افتخار برگزار کننده نمایش دون ریدلر در Detroit Autorama از سال ۱۹۶۴ اهدا می‌شود. با وجود یکی از غیرعادی‌ترین وضعیت ورود به نمایشگاه اتومبیل، برندگان جایزه معتبر Ridler(ریدلر) به عنوان برجسته‌ترین اتومبیل از بین اتومبیل‌هایی که برای اولین بار نمایش داده می‌شوند ، انتخاب می‌شوند. این کار بسیاری از سازندگان رودسترهای سطح بالا را برمی‌انگیزد تا ابتدا وارد نمایشگاه Autorama (اتوراما) و سپس نمایشگاه Grand National (گرند نشنال) شوند تا شانس کسب افتخارات برتر در هر دو نمایشگاه را داشته باشند. تعداد کمی از خودروها و مالکان می‌توانند ادعای این دستاورد را بکنند.

## آداب و رسوم عجیب و قابل توجه

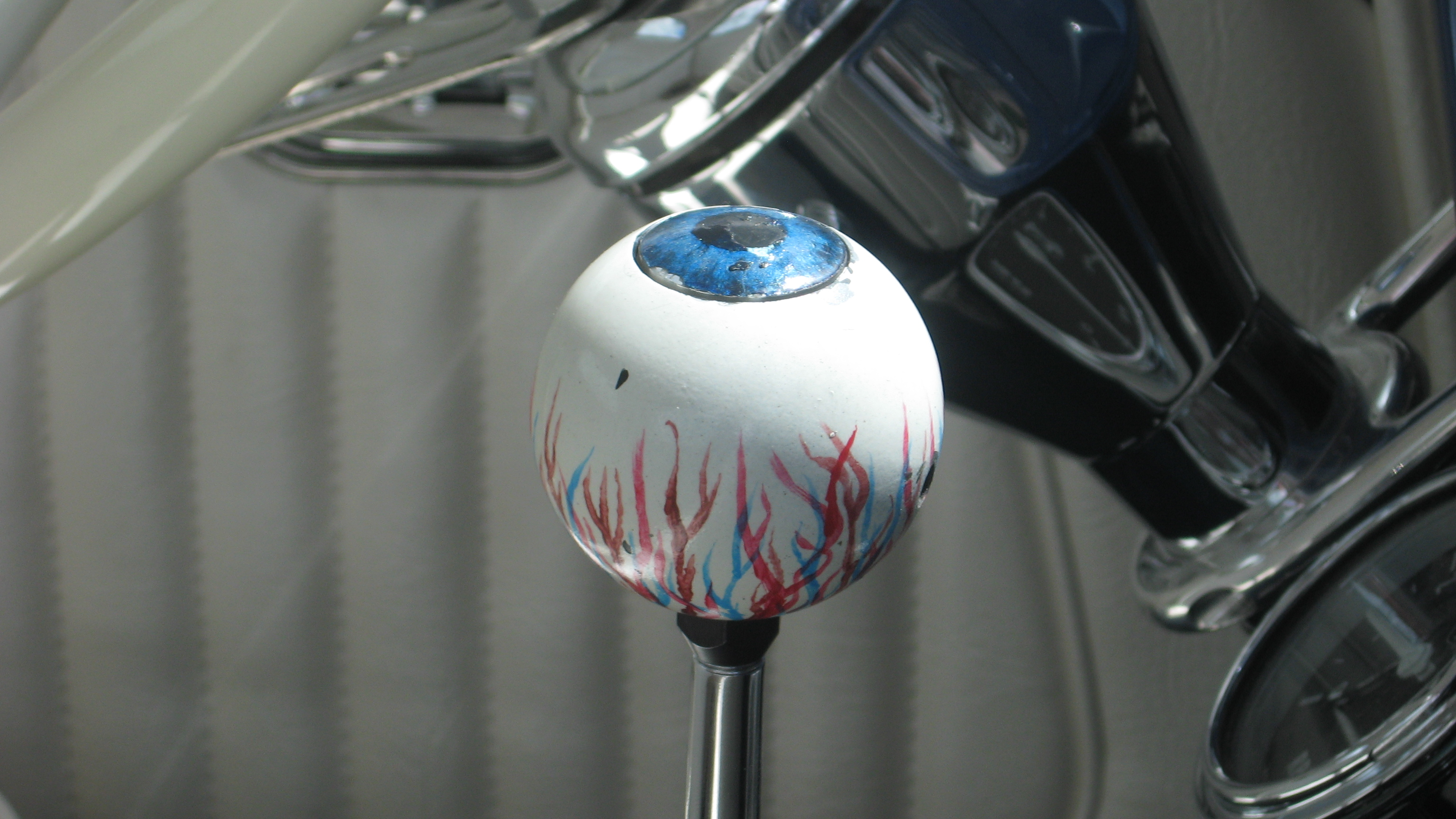
لیور دنده "کره چشم چشم " Big Daddy 'Roth یک دیوانگی در دهه ۱۹۶۰ بود.

برخی از سفارشی‌ها به دلیل دریافت جایزه AMBR یا یک سبک بیگانه وار مورد توجه قرار گرفتند. در این میان Silhouette و Ed Roth 's Mysterion است. برخی از این پروژه‌های غیرعادی تبدیل به اتومبیل‌های Hot Wheels می‌شوند، از جمله آنها The Red Baron.
سایر اتومبیل‌های تیون شده (سفارشی) برای حضور در فیلم (مانند Ala Kart {1958}، The California Kid three-windows {1973} یا (زرد رنگ) " American Graffiti " {1973}) یا تلویزیون مشهور شدند. مانند Monkeemobile از "Munsters" نعش کش، یا، اخیراً، بوید کامل سفارشی Tool Time '34، یا Don Thelan را '33 سه پنجره، Eliminator ، ساخته شده برای ویدیو ZZ بالا) خودروهای ویژه ای، مانند T / A، KITT، از Knight Rider، معمولاً به عنوان اتومبیل‌های تسون شده (سفارشی) در نظر گرفته نمی‌شوند، بلکه اتومبیل‌های سینمایی یا تلویزیونی هستند، زیرا عمدتاً نمای بیرونی را حفظ می‌کنند.
هنوز دیگر خودروها نمونه ای از این روند هستند. یکی از اینها 'Mercury 51 است که توسط برادران Barris برای BOB hirohata در سال ۱۹۵۳ ساخته شد و برای همیشه از آن با نام Hirohata Merc یاد می‌شود. حتی بدون حضور در فیلم ("Runnin 'Wild")، این سفارشی‌های دهه ۱۹۵۰ و نحوه انجام یک کار درست Mercury است. در همان سال، Neil Emory و Clayton Jensen از فروشگاه سفارشی دره، Polynesian را برای Jack Stewart ساختند و این کار را با یک سدان '۵۰ Holiday 88 آغاز کرد. Polynesian جلد Hot Rod را در ماه آگوست ساخت و ۵۴ صفحه از جزئیات ساخت را در سالانه Motor Trend Custom Car سالانه دید.

## برخی از اصطلاحات خودروهای کلاسیک

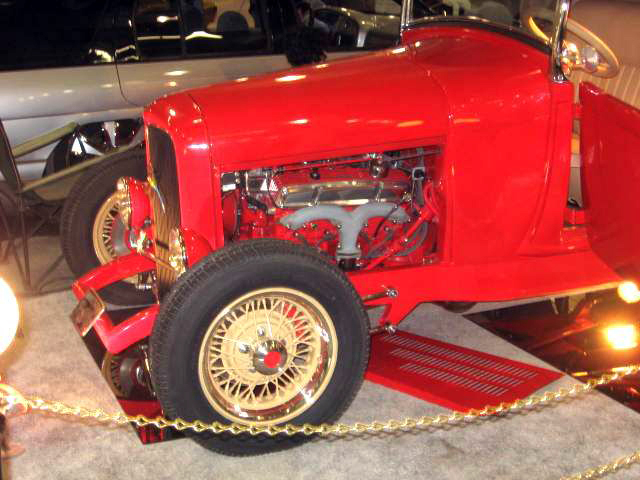
'۲۸ یک رودستر با چرخ‌های سیمی Kelsey-Hayes

برخی از قراردادهای زبانی در میان فروشندگان و سفارشی سازها استفاده می‌شود:
- سال مدل به ندرت به‌طور کامل ارائه می‌شود،[۴۰] به جز مواردی که ممکن است اشتباه گرفته شود، بنابراین یک مدل ۱۹۳۴ یک '۳۴ است، در حالی که ۲۰۰۵ ممکن است '۰۵ باشد یا نه.
  - A '32 معمولاً یک Deuce و اغلب یک رودستر است، مگر اینکه کوپه مشخص شده باشد، و تقریباً همیشه یک فورد، که اکنون معمولاً در شاسی مدل A است.[۴۱]
  - ۱۹۵۵، ۱۹۵۶ یا ۱۹۵۷ معمولاً یک شورلت است.
  - شورولت ۱۹۵۵، ۱۹۵۶ یا ۱۹۵۷ را اغلب Tri-Five می‌نامند.
- یک پنجره ۳ یا ۵ معمولاً یک فورد است، مگر اینکه مشخص شده باشد.
- flatty یک V8 است[۴۲] (همیشه فورد، مگر اینکه مشخص شده باشد)؛ فلت دیررس (یا مدل دیررس) احتمالاً Mercury است.
- همی (" hem ee") همیشه ۴۲۶ است، مگر اینکه جابجایی (۳۳۱، ۳۵۴ یا ۳۹۲) مشخص شود.[۴۳] a 426 یک همی است، مگر اینکه Wedge مشخص شود. همی کودک را ببینید.
- A 392 همی اولیه است.
  - A 331 یا ۳۵۴ شناخته شده است که یک همی (اولیه) است، اما به ندرت به عنوان مثال شناخته می‌شود
- یک ۲۷۰ "جیمی" یک موتور کامیون GMC 270 اینچ مکعبی بود که اغلب برای جایگزینی یک کوچکتر از شش سیلندر شورولت استفاده می‌شود.
- واحدها به‌طور معمول افت می‌کنند، مگر اینکه نامشخص باشند، بنابراین یک موتور جابجایی ۴۲۶ اینچ مکعبی (در 3) به سادگی ۴۲۶ نامیده می‌شود، یک موتور جابجایی ۵ لیتری (لیتری) ۵٫۰ ("پنج نقطه آه") و کاربراتور ۶۰۰ فوت مکعب در دقیقه (cfm) 600 است. جابجایی موتور را می‌توان در اینچ مکعب یا لیتر توصیف کرد (به عنوان مثال، یک موتور ۵٫۷ لیتری نیز به عنوان ۳۵۰ "سه پنجاه" شناخته می‌شود). این امر اغلب به این بستگی دارد که کاربر با کدام واحدها راحت تر یا آشنا باشد.[۴۴]

"سال قطع" که در ابتدا توسط انجمن ملی خودروهای خیابانی (NSRA) ترویج شده بود سال ۱۹۴۹ بود. بسیاری از نمایشگاه‌های اتومبیل‌های تیون شده (سفارشی) فقط مدل‌های ۱۹۴۸ و قبل از آن را به عنوان ورودی می‌پذیرند، و بیشتر سازمان‌های اتومبیل تیون شده (سفارشی) خودرو یا کامیون مدل بعدی را قبول نمی‌کنند (همچنین با برخی از واردات - این یک منطقه خاکستری از آنچه قابل قبول است به عنوان مثال خنک‌کننده VW Beetle (فولوکس واگن قورباغه ای)، سه محصول بزرگ در خارج از کشور تولید شده است به عنوان مثال فورد کاپری در انگلستان ساخته شده است یا جنرال موتورز - محصول Holden، بدون اشاره به اجبار) "اصطلاح بازاریابی و یک استراتژی برای یک وسیلهٔ نقلیه است که در خارج از کشور ساخته می‌شود و با نام وارد کننده یا توسط یه خودروساز داخلی از طریق سیستم توزیع فروشنده خود به فروش می‌رسد" , و / یا یک خودرو وارداتی قدیمی با پیوند خط انتقال خودرو آمریکایی اما این روش قابل تغییر است. نمایشگاه‌های مدرن اتومبیل‌های تیون شده (سفارشی) که امکان گنجاندن اتومبیل‌های عضلانی را فراهم می‌کنند، از سال ۱۹۷۲ به عنوان "سال قطع" استفاده می‌کنند زیرا قبل از معرفی مبدل کاتالیزوری انتهای دوره اتومبیل‌های عضلانی محسوب می‌شود. NSRA اعلام کرده است که از سال ۲۰۱۱ به روشی تغییر می‌یابد که هر عضو دارای اتومبیل به قدمت ۳۰ سال یا بالاتر مجاز به عضویت باشد؛ بنابراین در سال ۲۰۱۱ صاحب یک وسیله نقلیه مدل سال ۱۹۸۱ واجد شرایط خواهد بود، سپس در سال ۲۰۱۲ صاحب یک وسیله نقلیه مدل سال ۱۹۸۲ دارای صلاحیت و غیره خواهد بود. علاوه بر این، سازمان نمایشگاه اتومبیل Goodguys در سالهای اخیر محدودیت سال نمایش‌های "rod" خود را از ۱۹۴۹ به ۱۹۵۴ منتقل کرده است.
- HI-RISER (اتومبیل)
- Hot Rod
- Kustom (اتومبیل)
- Lead sled
- Lowrider
- Rat Rod
- Rice Burner
- Three Window Coupe

برخی اصطلاحات رایج دیگر:

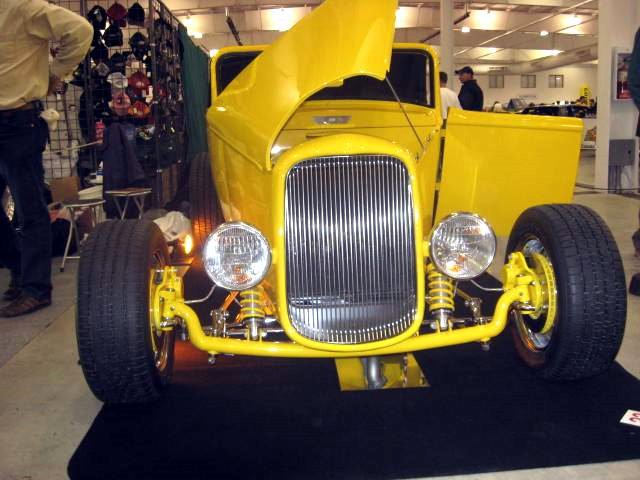
سیستم تعلیق جلو یک رودستر lowboy Deuce، با رنگ و فنرهای شوک سیم پیچی همسان، محور لوله و ترمزهای دیسکی منفذ دار. همچنین ویژگی‌های رینگ کروم پنج پره، اکسل جلو عرضی کاهش یافته، ترمز جلو دیسکی، دریچه باز صورت aircleaner, Weiand را پوشش می‌دهد، و یک کاربرات ۴ دهنه (احتمالاً یک QJ).

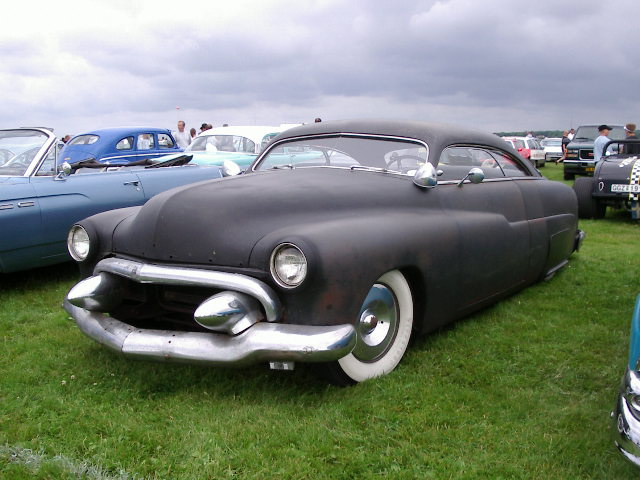
kustom '49 خفیف Mercury در حال انجام است. به تعویض عمیق ، داگمارها ، جلو پنجره مشبک ۵۵ ، سفیدهای پهن ، چراغهای جلو ، اپلتون‌ها و جلوپنجره vee-butted توجه کنید.
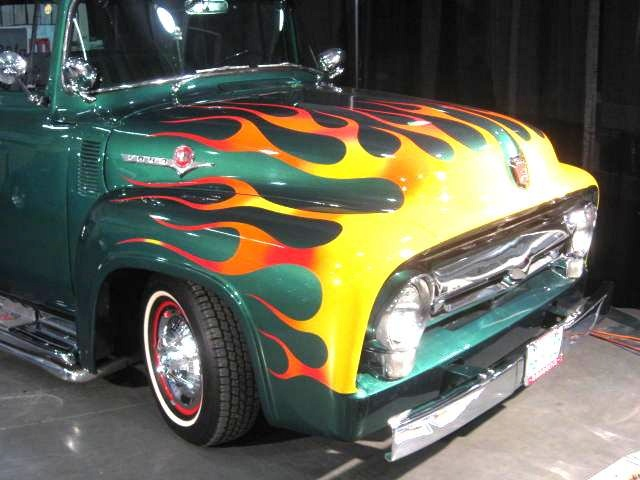
'53 -6 F100 با کار long-fork flame، ایده ای که مربوط به سال ۱۹۷۸ است.
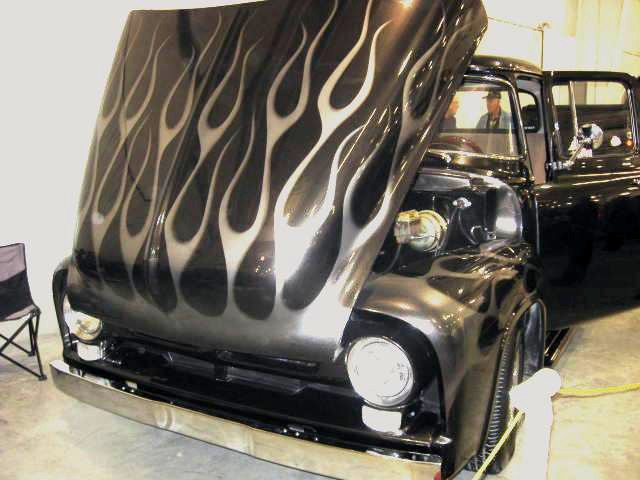
Fork flame job ، سبکی که پس از سال ۱۹۷۵ ارائه شد ، با استفاده از '۵۳ -۶ فورد F100 '
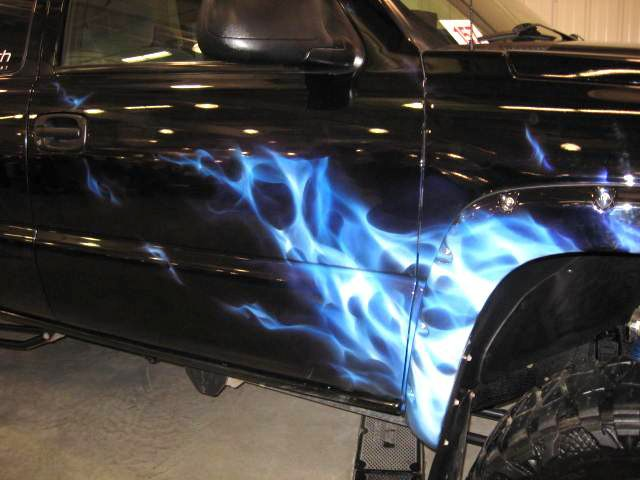
شعله‌های شبح ، مفهومی معاصر
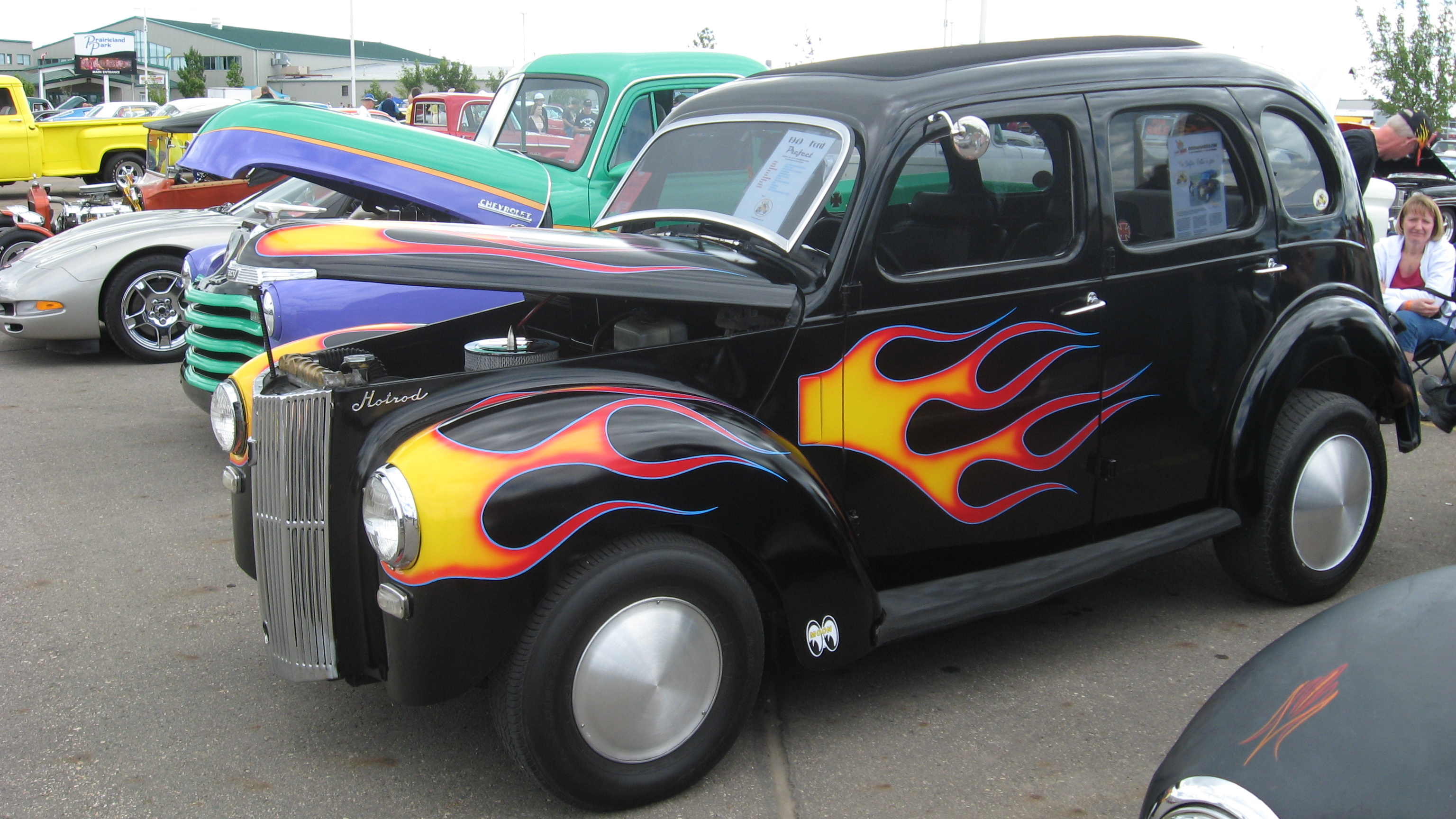
The Brighton Kid ؟ ( رئیس بخش '۴۰)
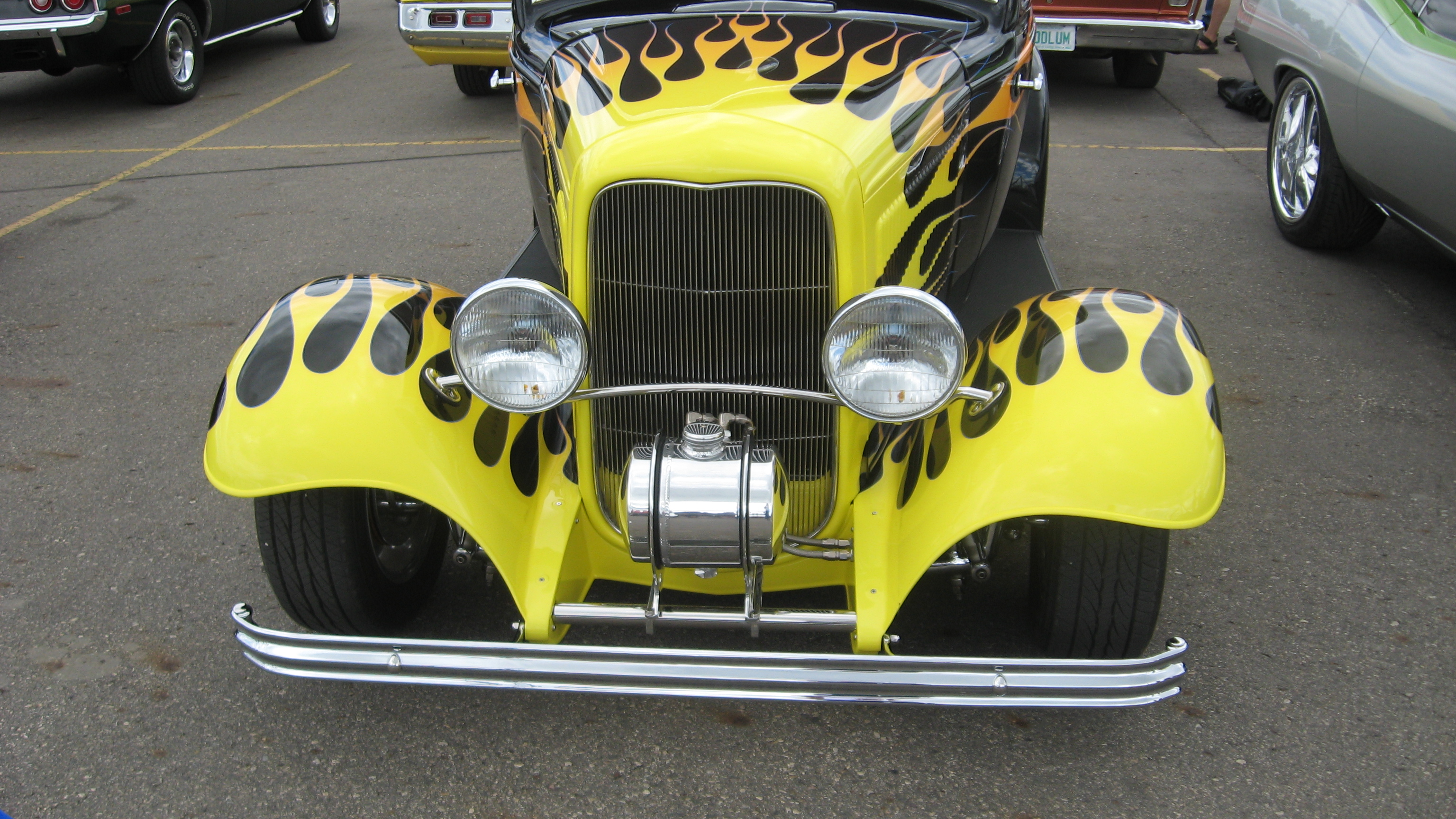
Moon tank mount ، معمول در آداب و رسوم دهه ۱۹۵۰
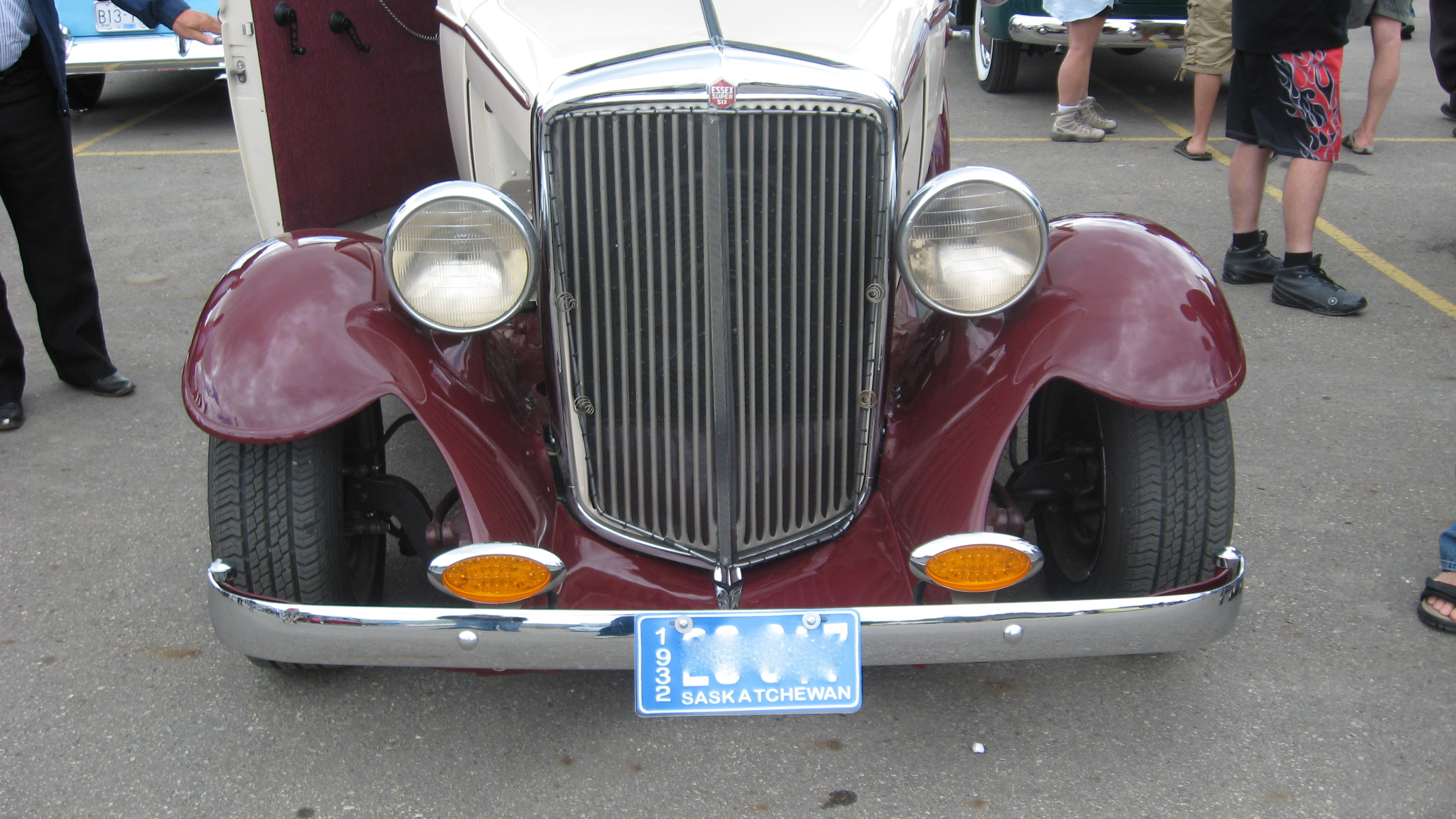
چراغ راهنمای جلوی سفارشی غیرمعمول
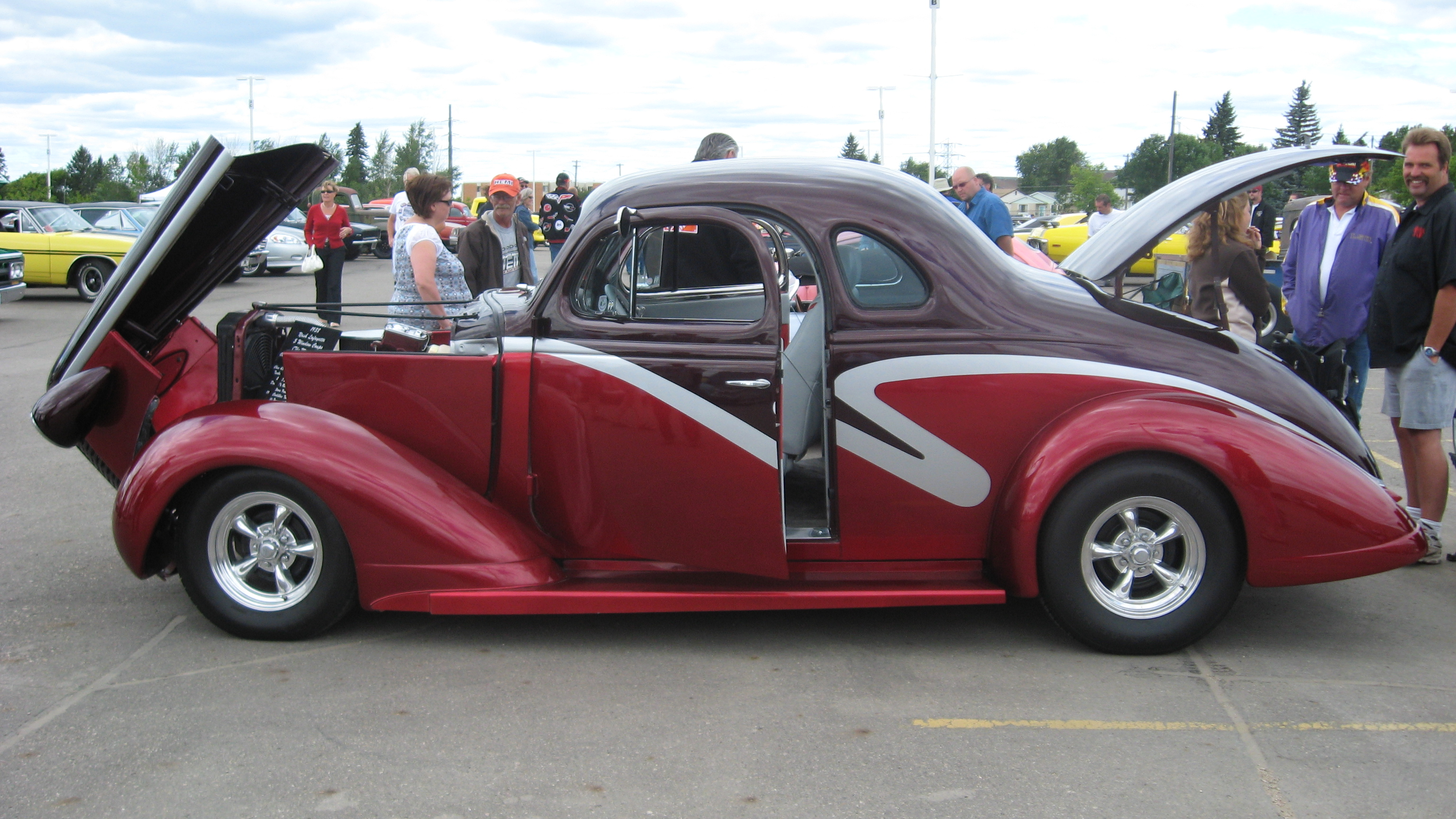
'38 Chevrolet پنج پنجره با دماغه شیب دار و گرافیکی جانبی
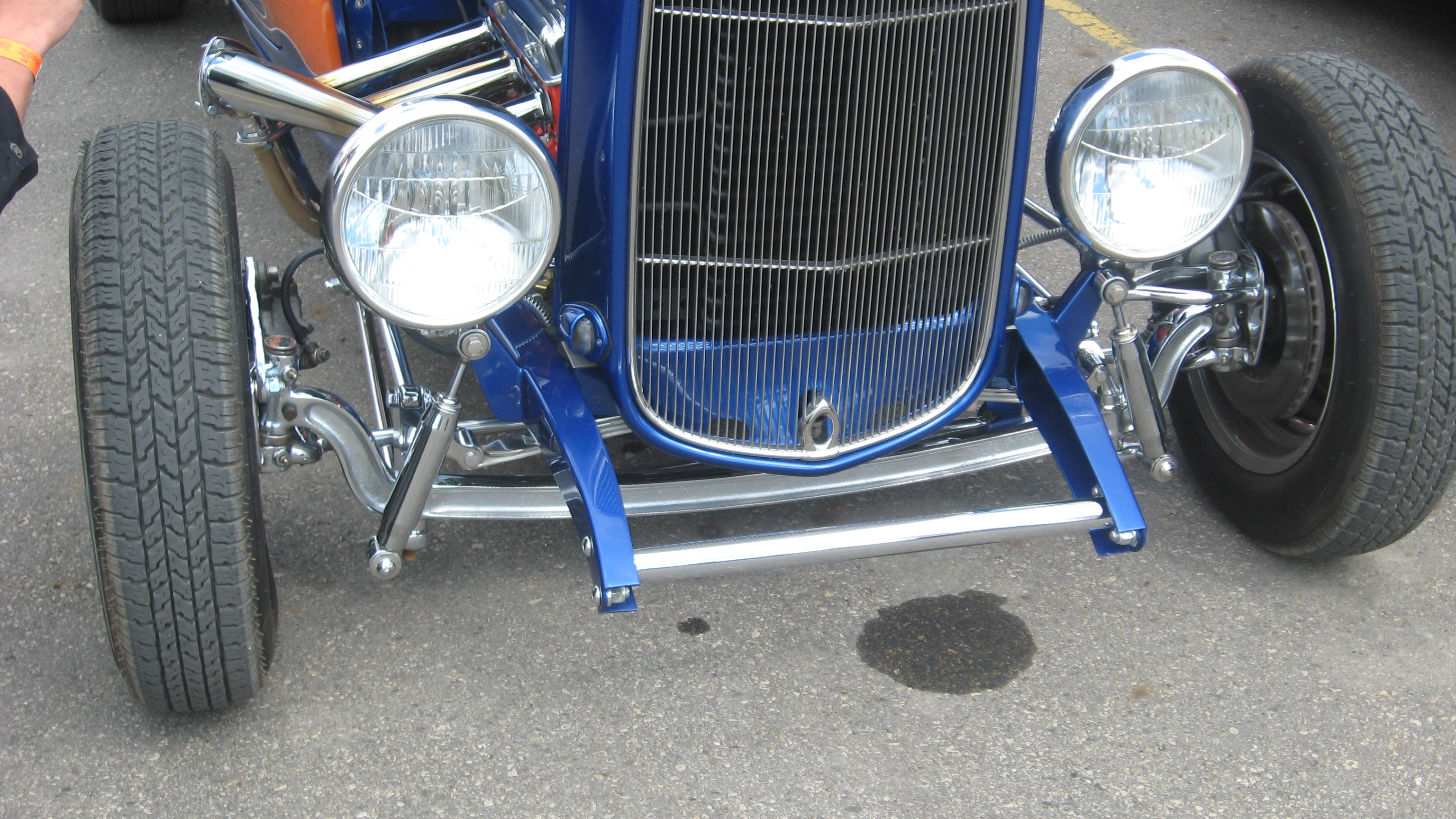
Deuce با محور پرتوی کروم افتاده و Shock . توجه داشته باشید شاسی مدل A (شاخ‌های قاب گسترده) ، ترمزهای دیسکی ، هدرزهای Lakester.
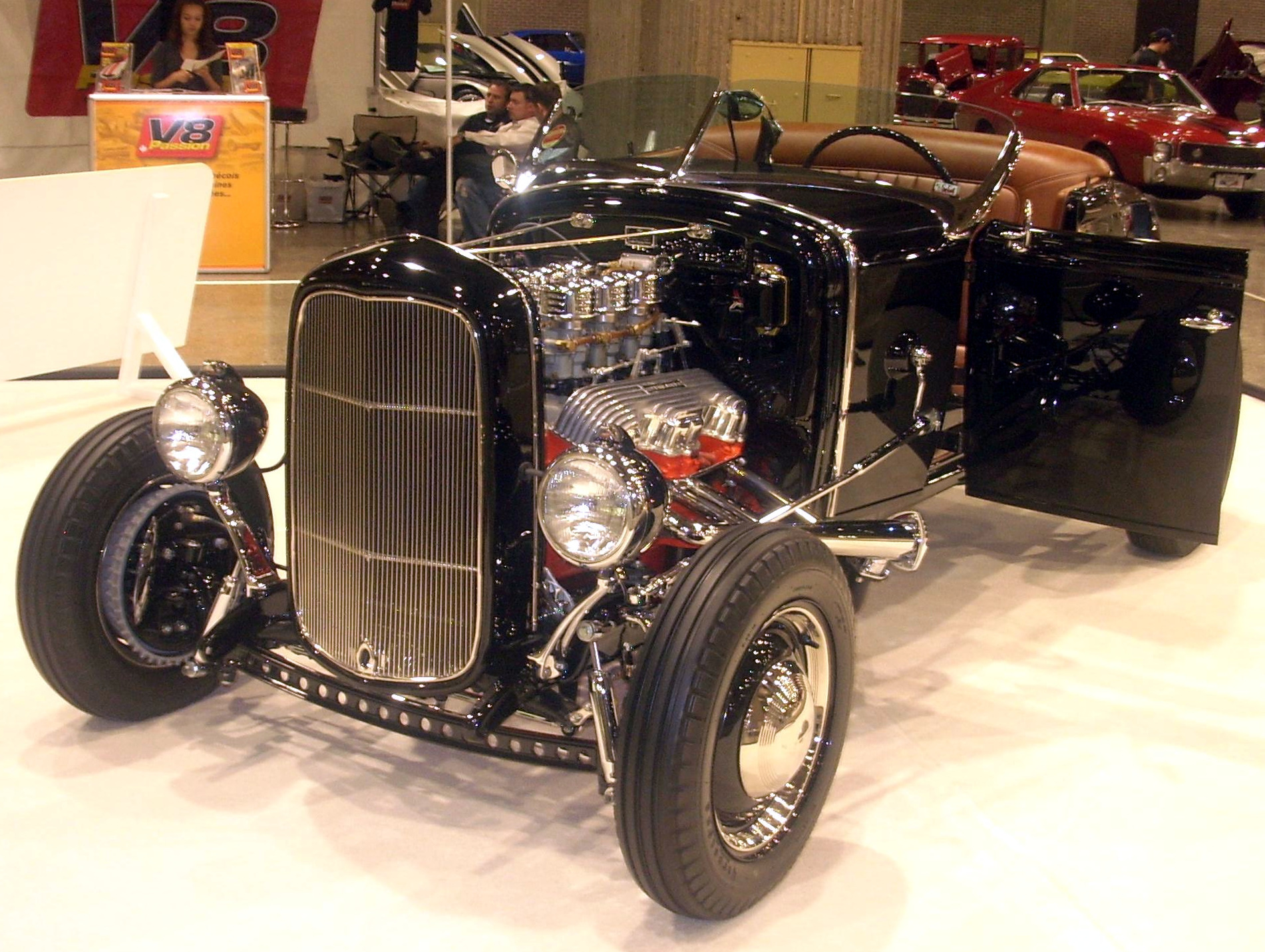
'31 یک رودستر با جلوپنجره '۳۲ (یک تغییر معمول) ، ۳ دستگاه ، لوله‌های دریاچه ای شکل ، پرتوی حفاری ، جلو پنجره سفارشی ، ترمزهای کاسه ای سفارشی با پوشش عقب پره ای ، و سنجاق‌های سفارشی.
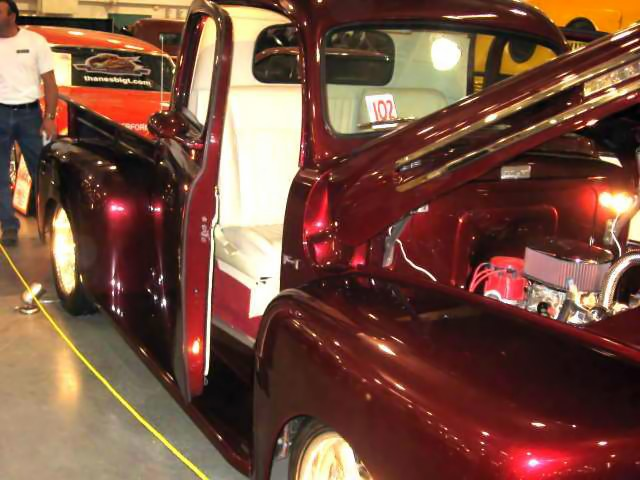
'۴۹ پیکاپ فورد با رنگ سفارشی و درب Suicided
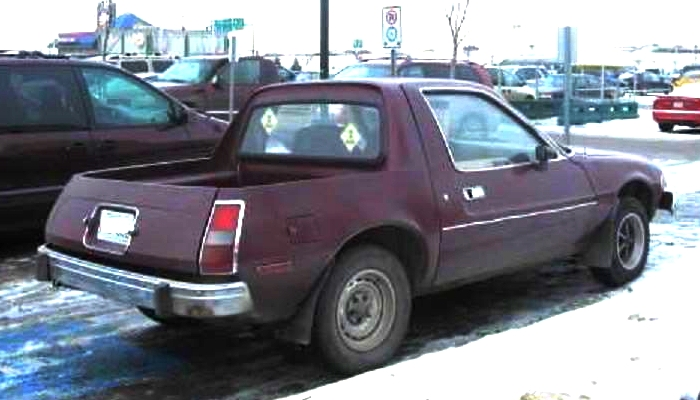
AMC Pacer به عنوان یک پیکاپ تبدیل شده
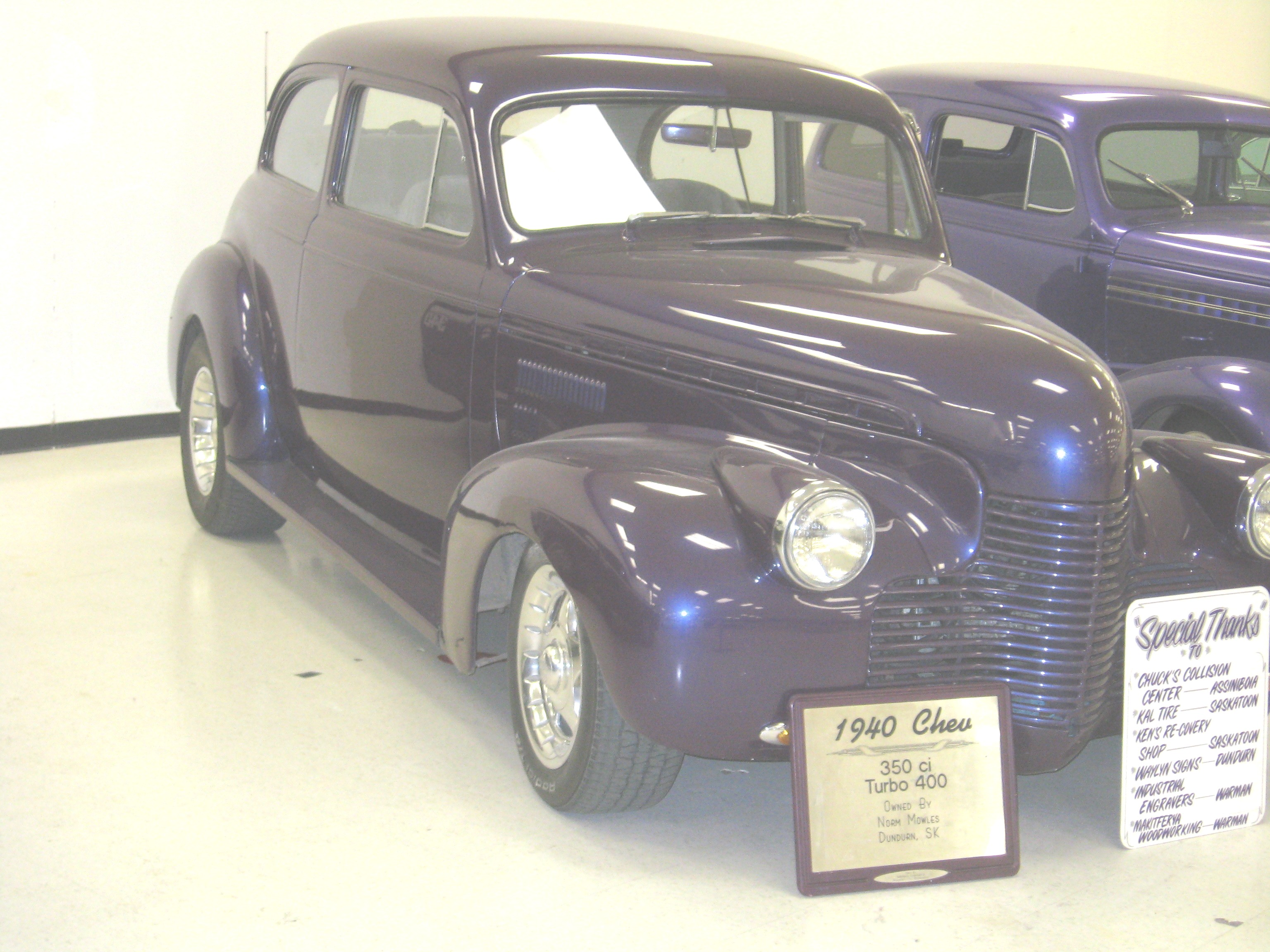
'40 Chevrolet سفارشی با جلوپنجره مشبک نقاشی شده ، راهنما کوچک جلو ، آینه درب سفارشی ، و آنتن رادیویی ممتاز به جلوپنجره یک تکه غیر استوک توجه داشته باشید.
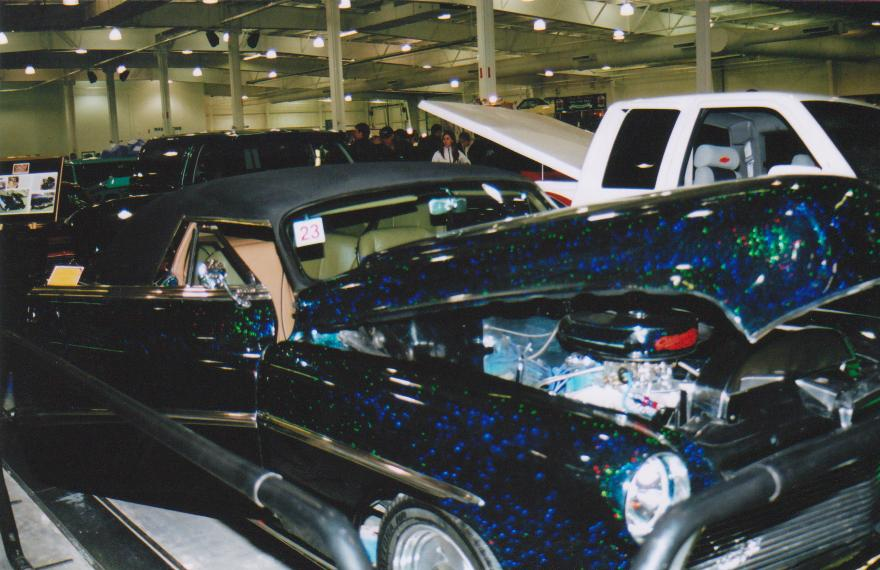
'49 Mercury با کاور رنگ اکلیلی ، جلوپنجره مشبک لوله ای ، Carson top و چراغ‌های جلوی دایره ای. هود استوک و زه را حفظ می‌کند.
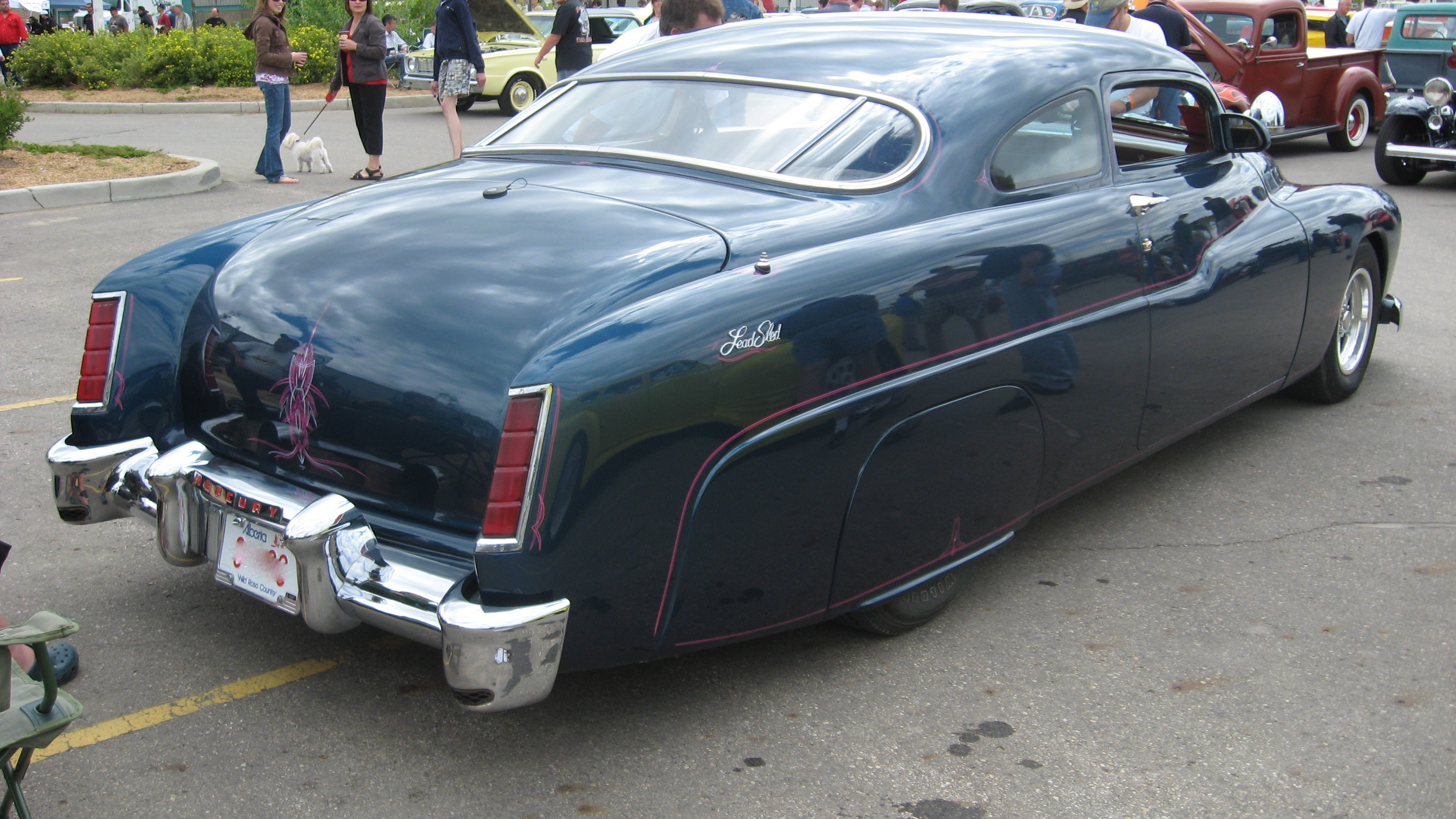
Mercury سفارشی با طراحی ، رکاب ، چراغ‌های عقب لینکلن '۸۱ و اپلتون
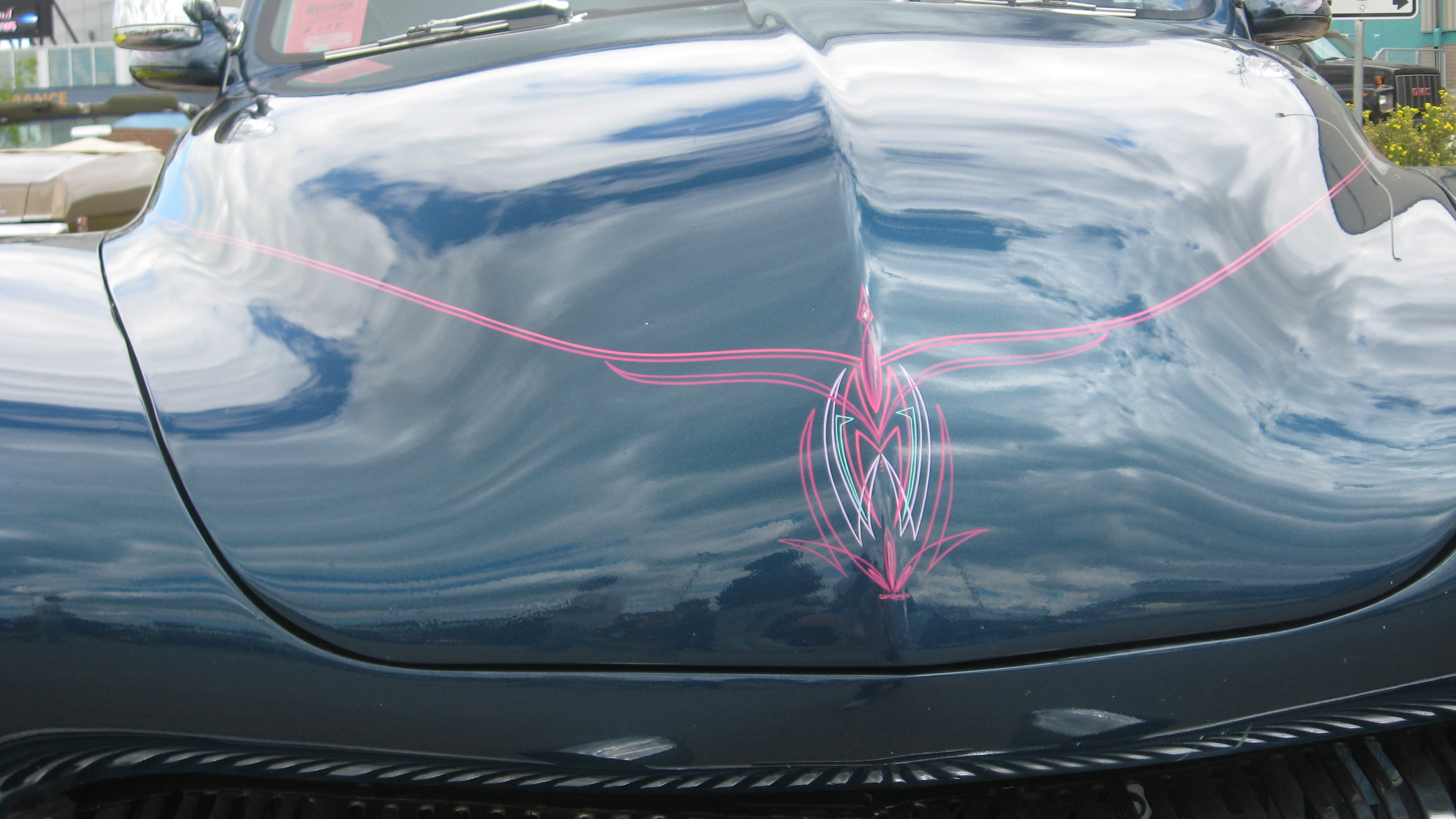
Mercury سفارشی با پیچ و مهره پیچیده هود
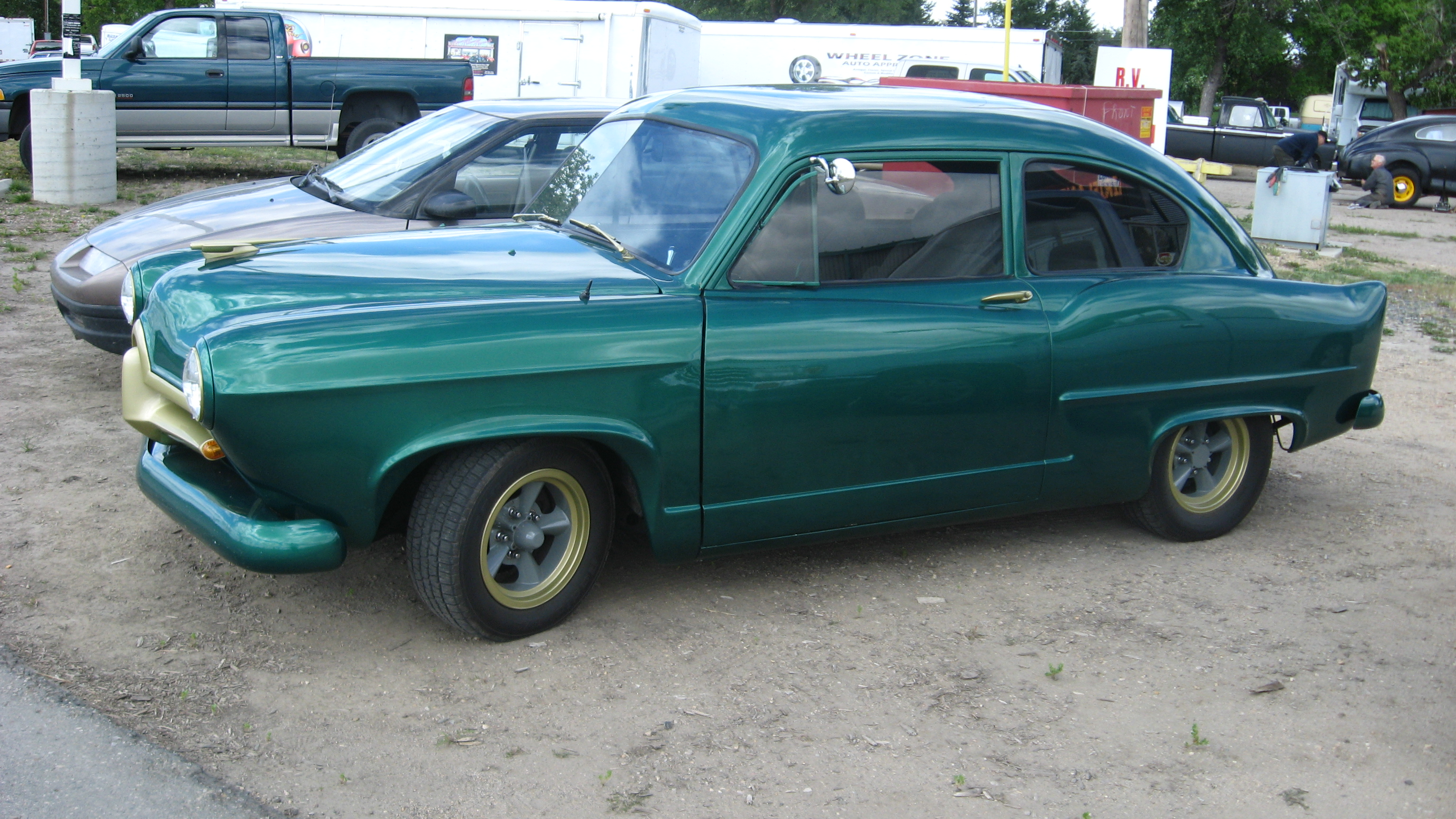
هنری J سفارشی ، با سنبله هود و کشیدن درب با رنگ متضاد رنگ آمیزی شده است
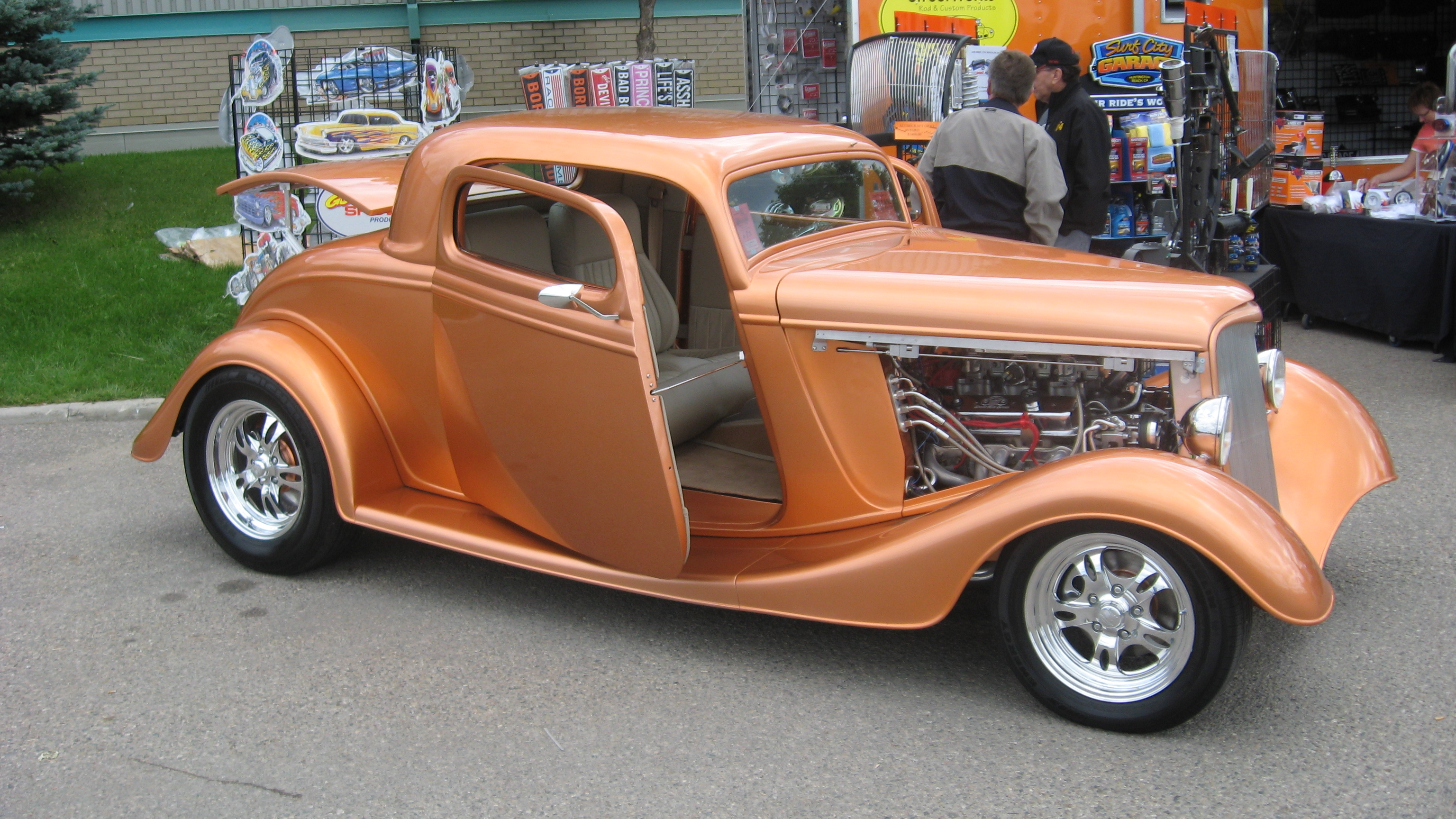
تفسیر مدرن ۳ پنجره '۳۴: رینگ‌های کاملاً تعویضی ، تک رنگ و بلند
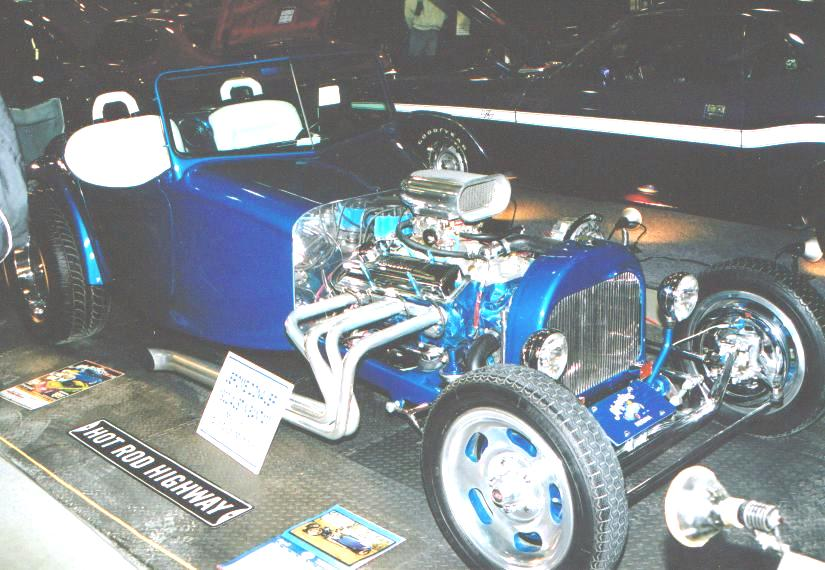
'32 Bantam با mags مصنوعی (gennie Halibrands )، با تقسیم برق رنگارنگ و توزیع کلاه، ترمز دیسک، زه،[۴۶] هدرز و لوله‌های sidemount،دریچه کروم پوشش می‌دهد ، و آینه فایروال. همچنین دارای فضای داخلی سفارشی است.
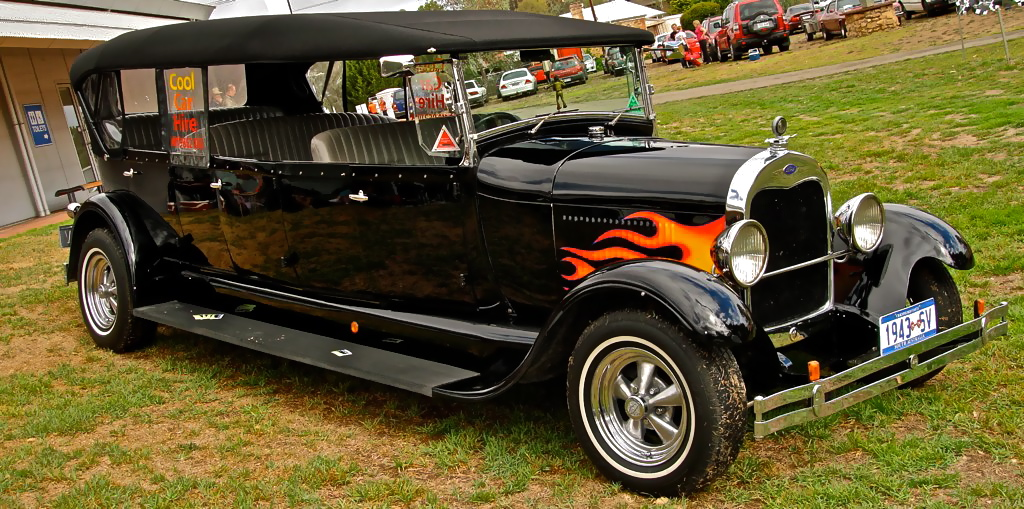
کشیده شده '۲۸ -'۲۹ مدل A
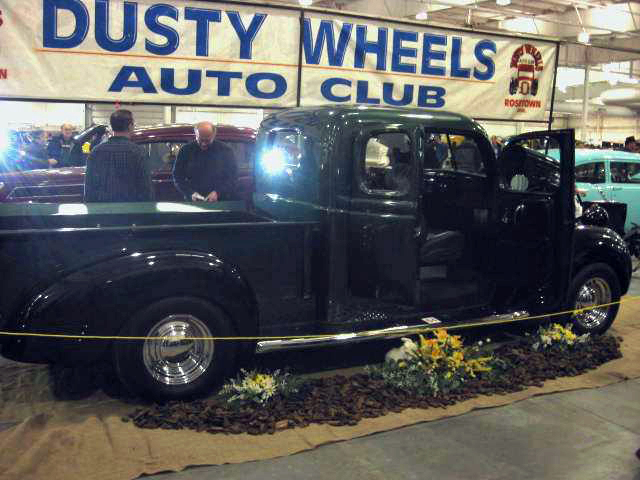
'۴۷ وانت فارگو با درب سوم سفارشی
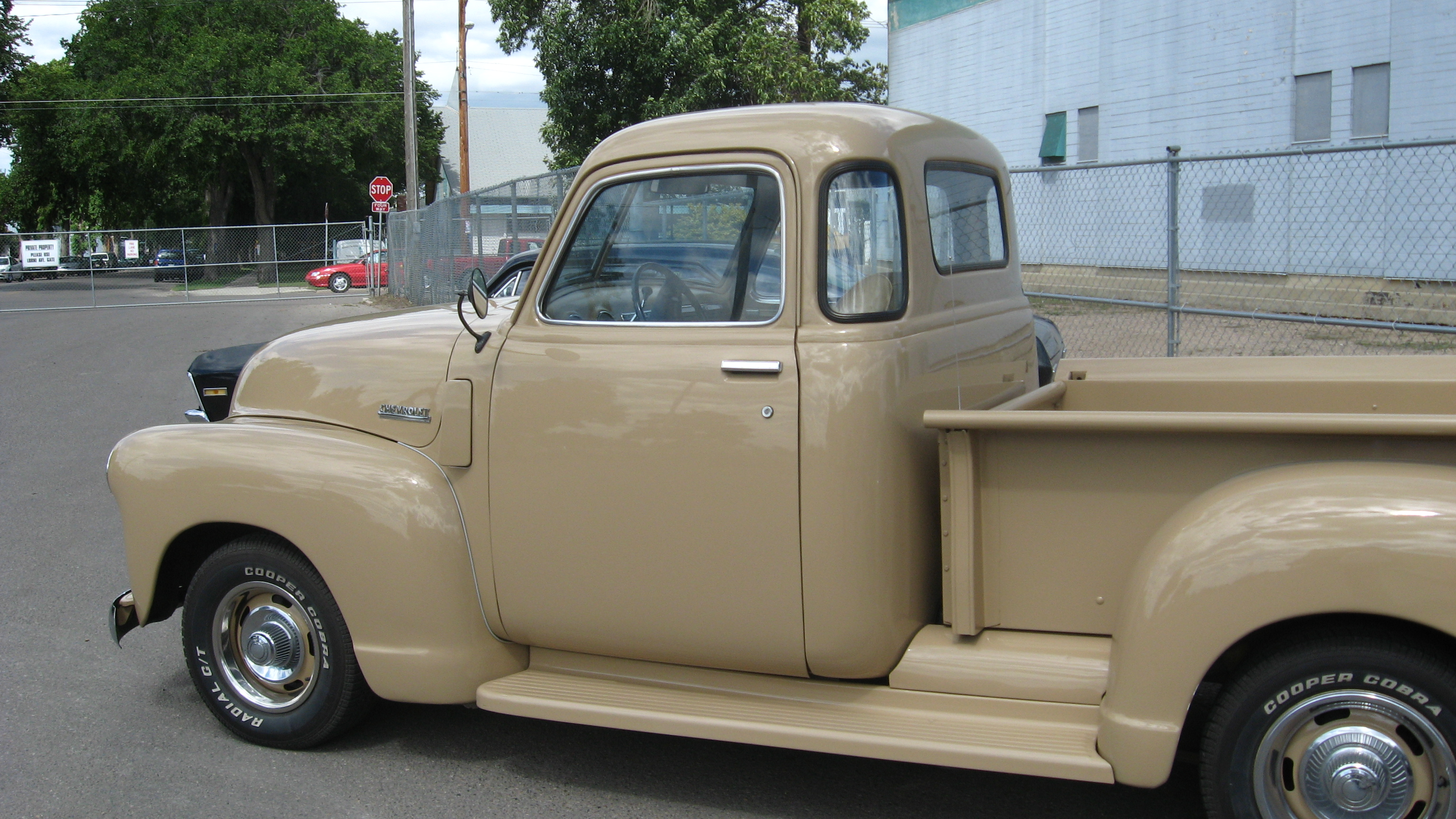
یک ایده تازه ، افزودن پنجره ستون C به یک وانت کلاسیک
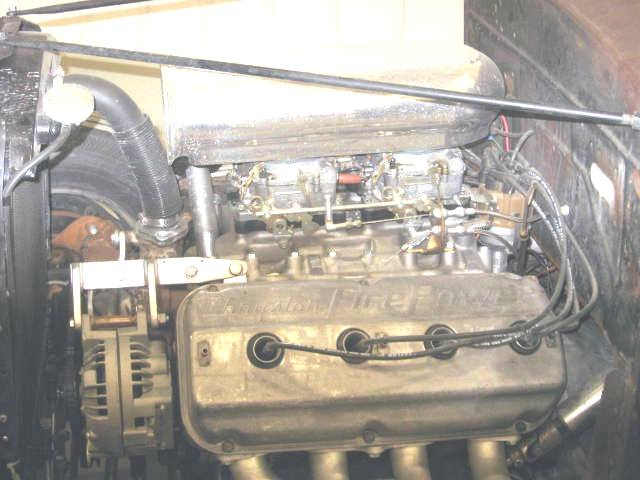
کلاسیک 392 همی در یک "rat rod" مدرن
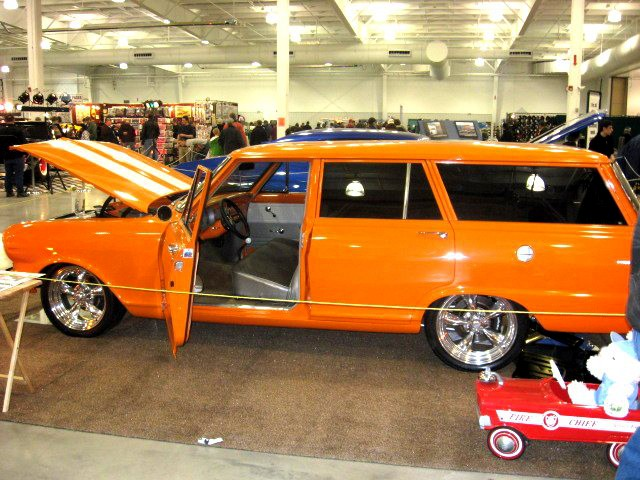
'۶۲ واگن Chevy II ، رنگ سفارشی
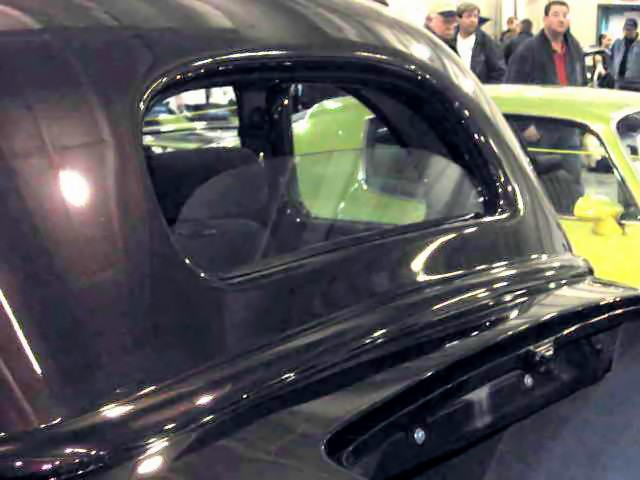
'۳۶ پنج پنجره فورد با شیشه عقب برقی
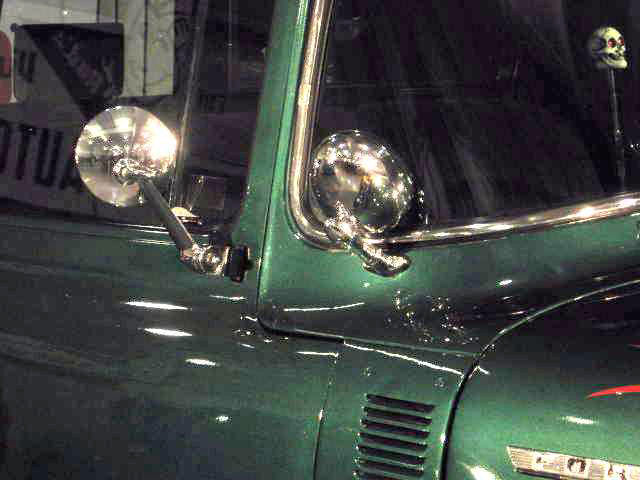
'۵۶ وانت فورد با نقاط اپلتون
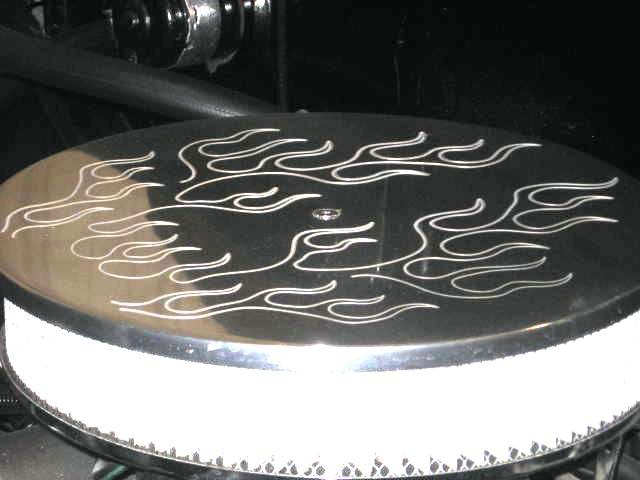
فیلتر هوا کروم ، با شعله‌های آتش سفارشی
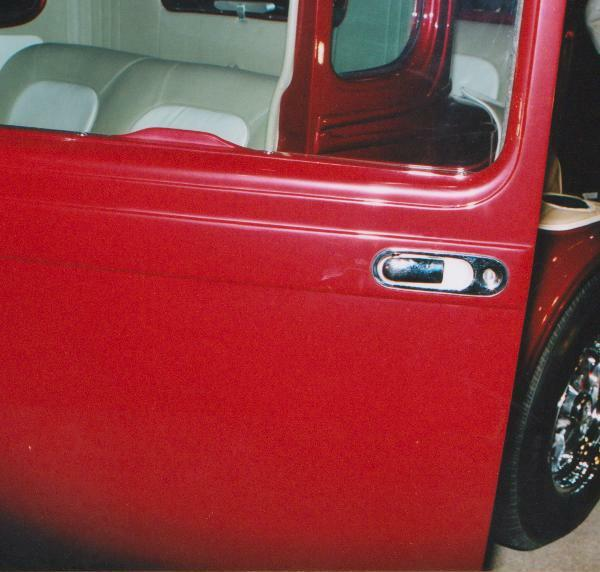
دستگیره در توکار، میاتا
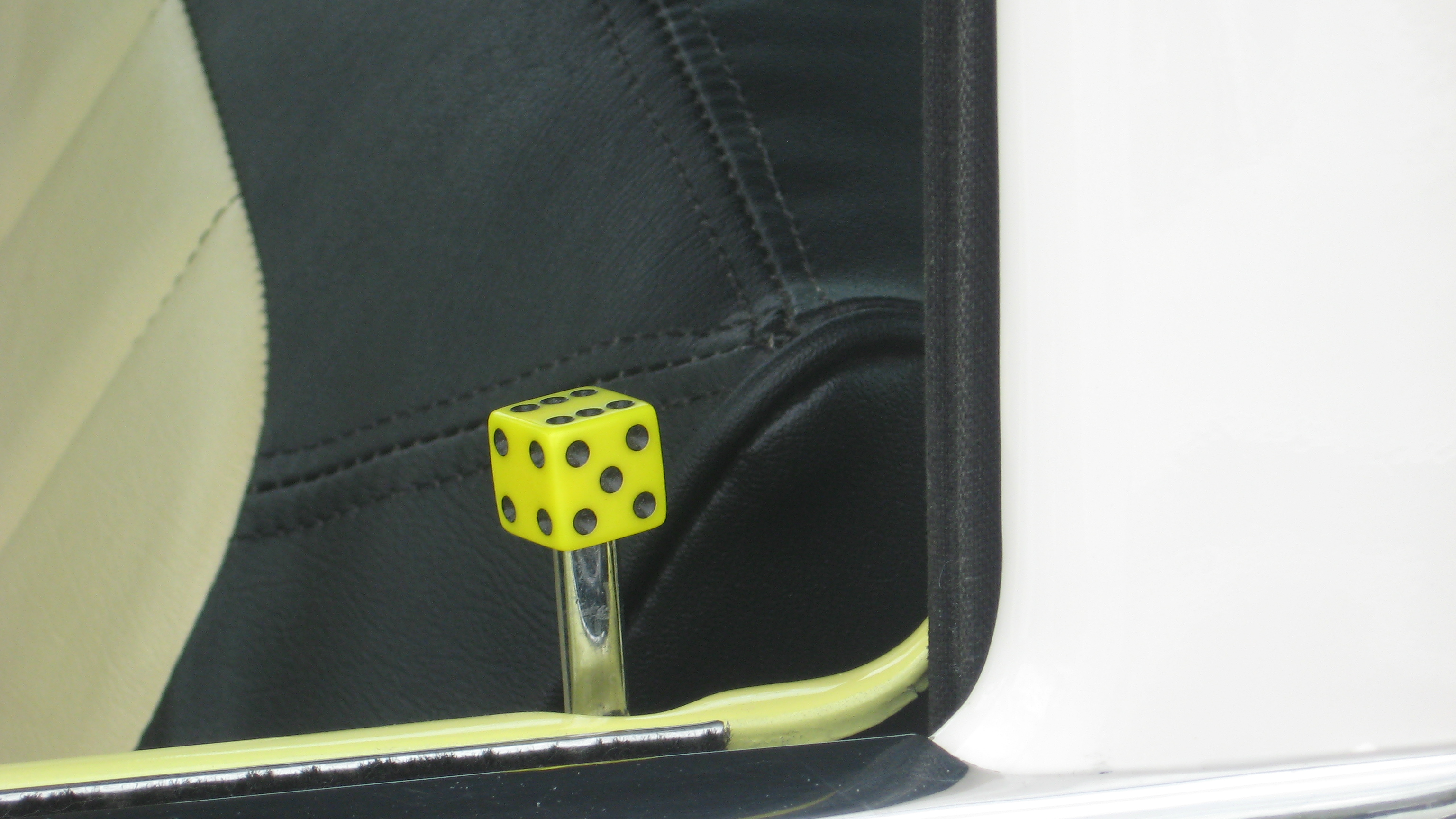
دستگیره قفل درب سفارشی
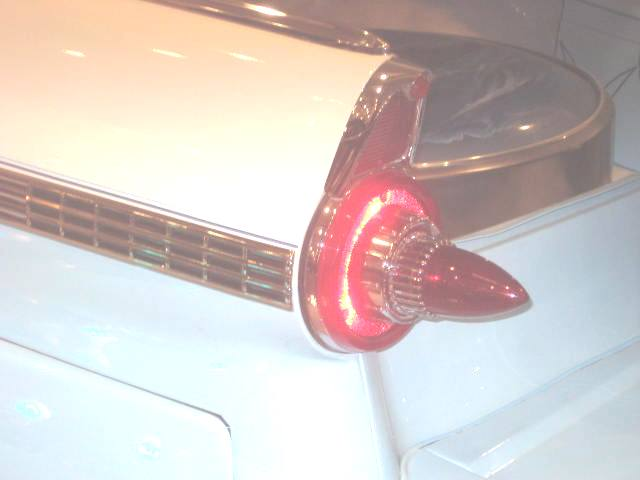
چراغ عقب Crown Vic '56 با سنبله Cad '59
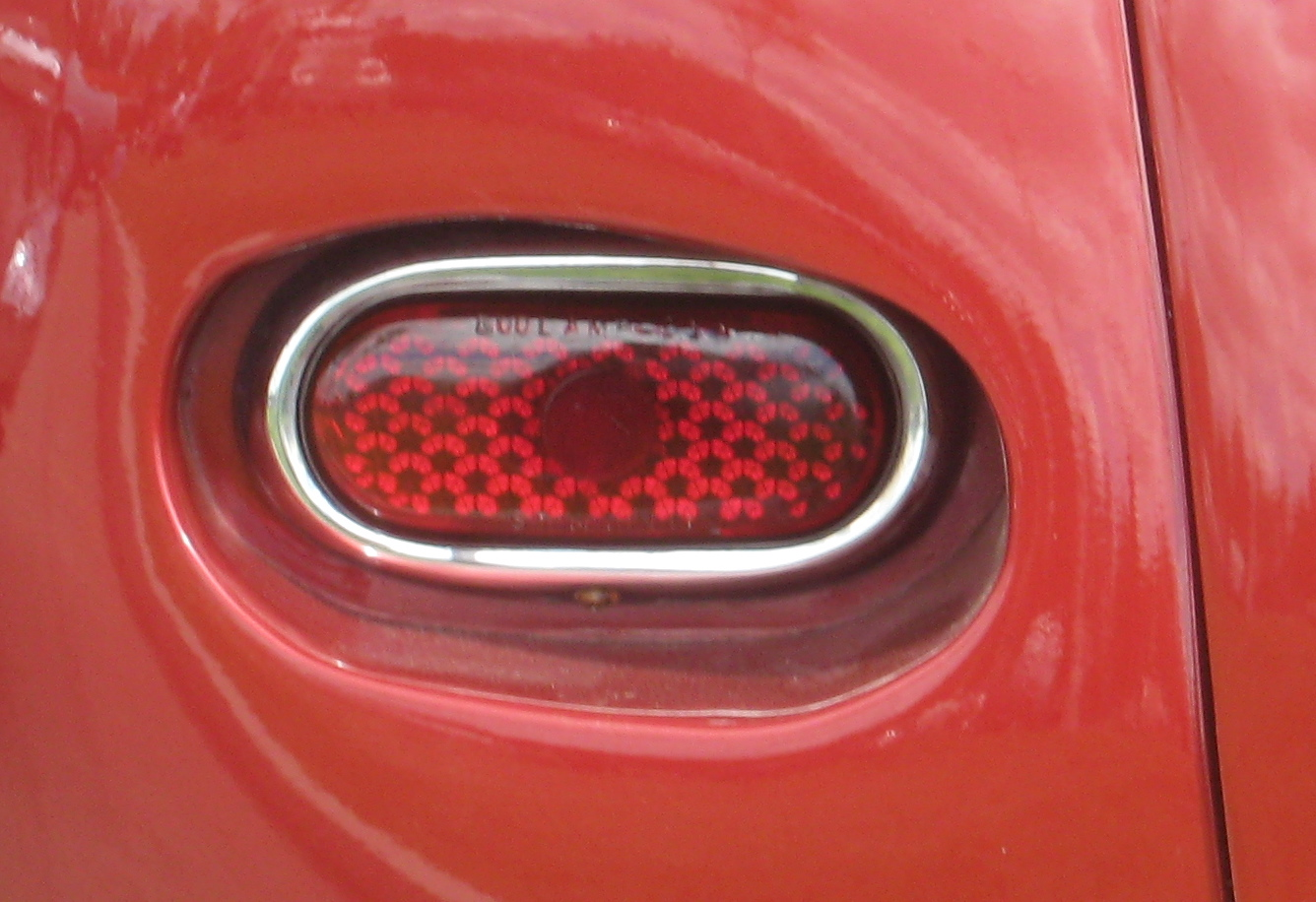
چراغ عقب LED بیضی
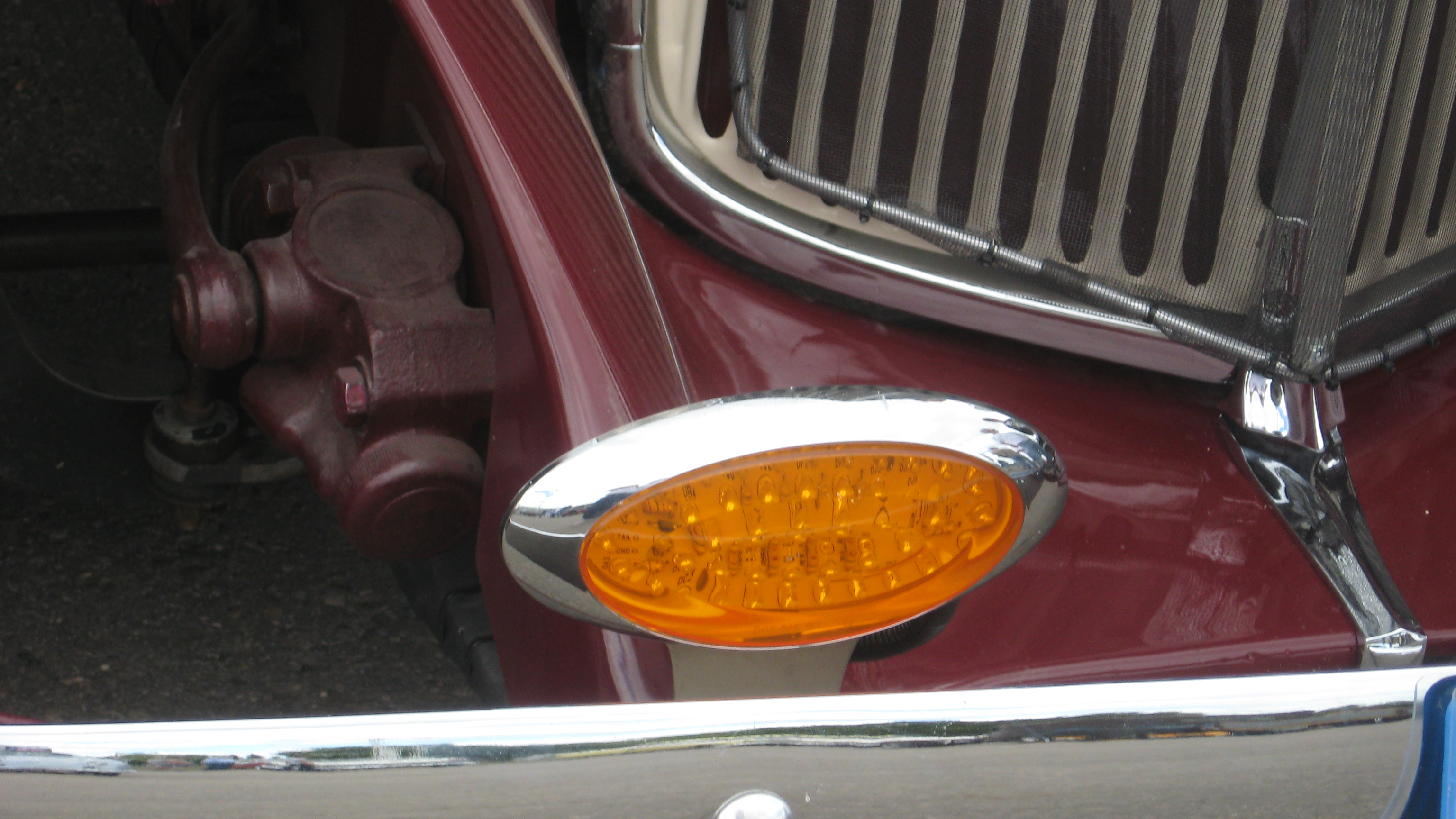
راهنمای جلوی سفارشی بیضی شکل LED
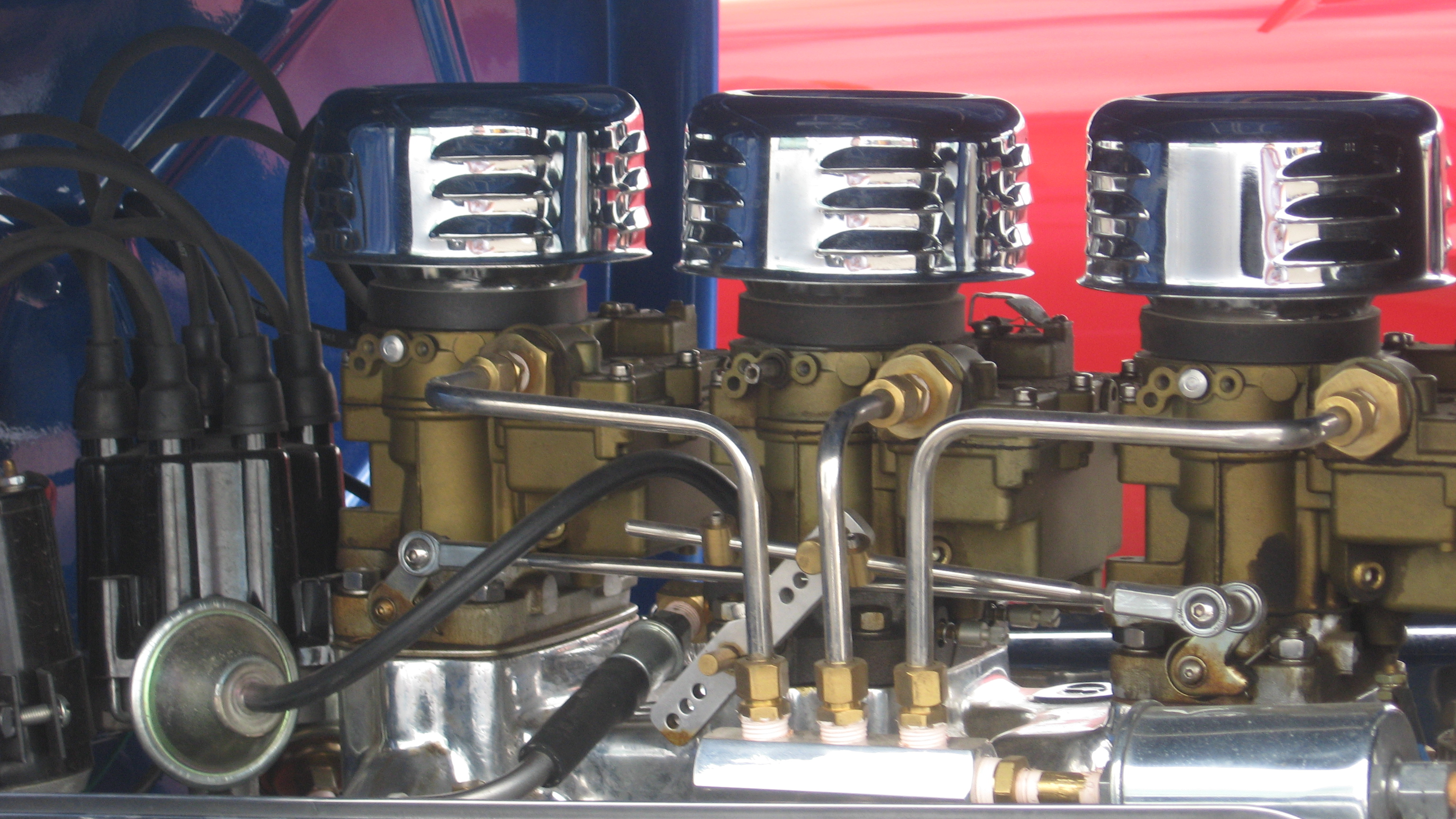
سه دیو با کلاه‌های کروم لور شده
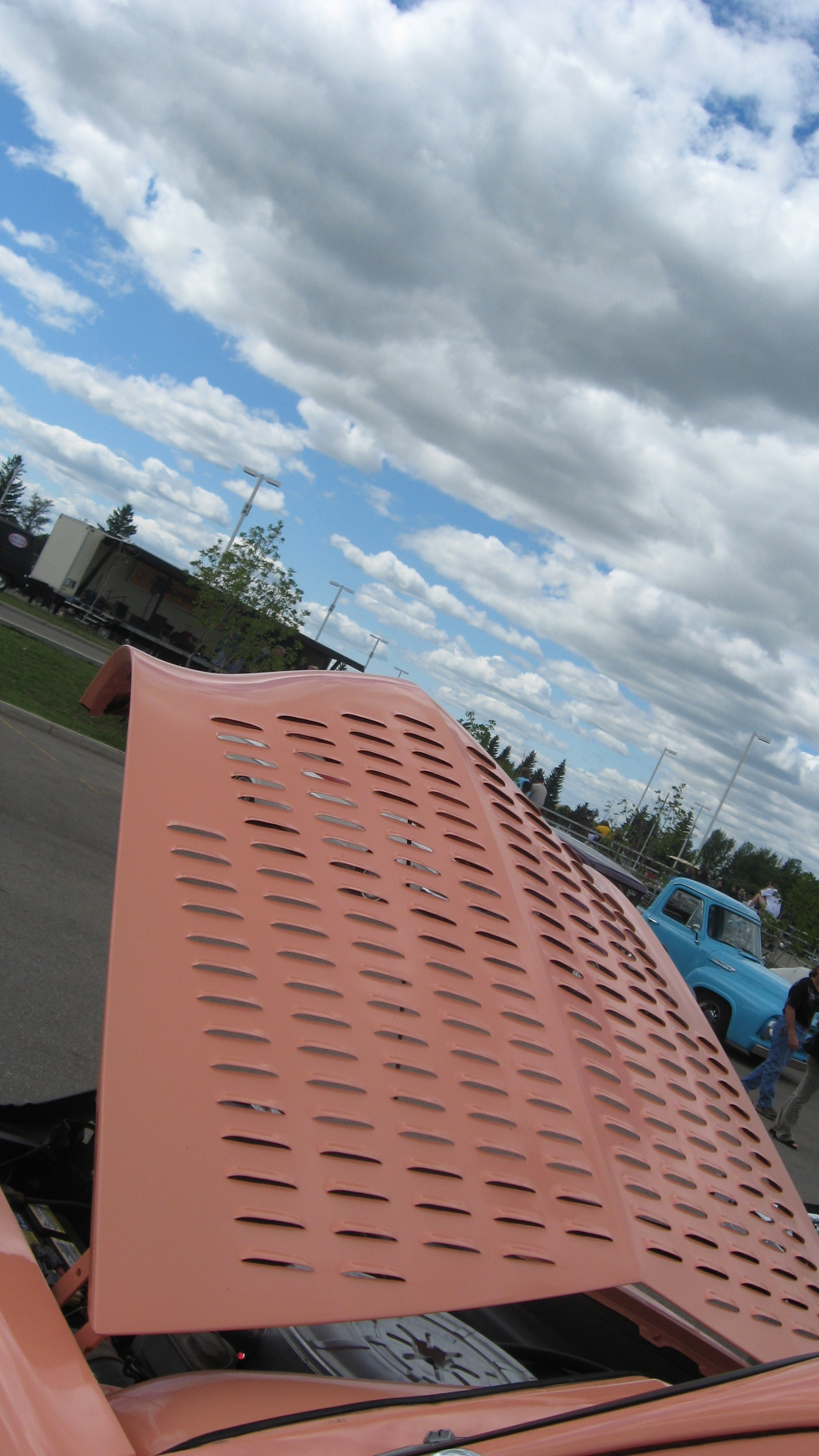
هود لوور شده در کوپه فورد '۵۰
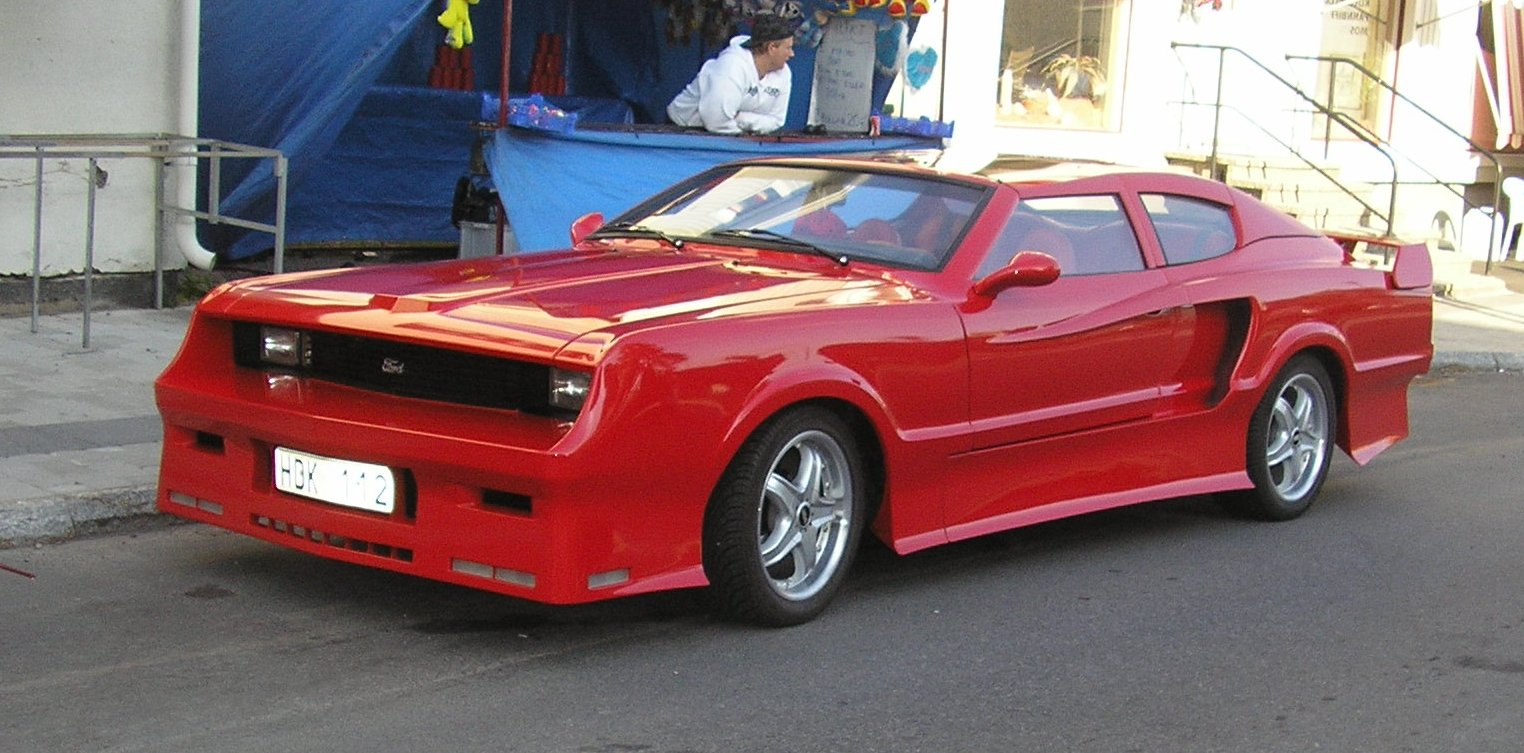
'74 Ford Taunus 2000 GXL که در پانل‌های عقب تعویض شده ، تراشیده شده ، و مجهز به کیت بدنه تمام استیل است
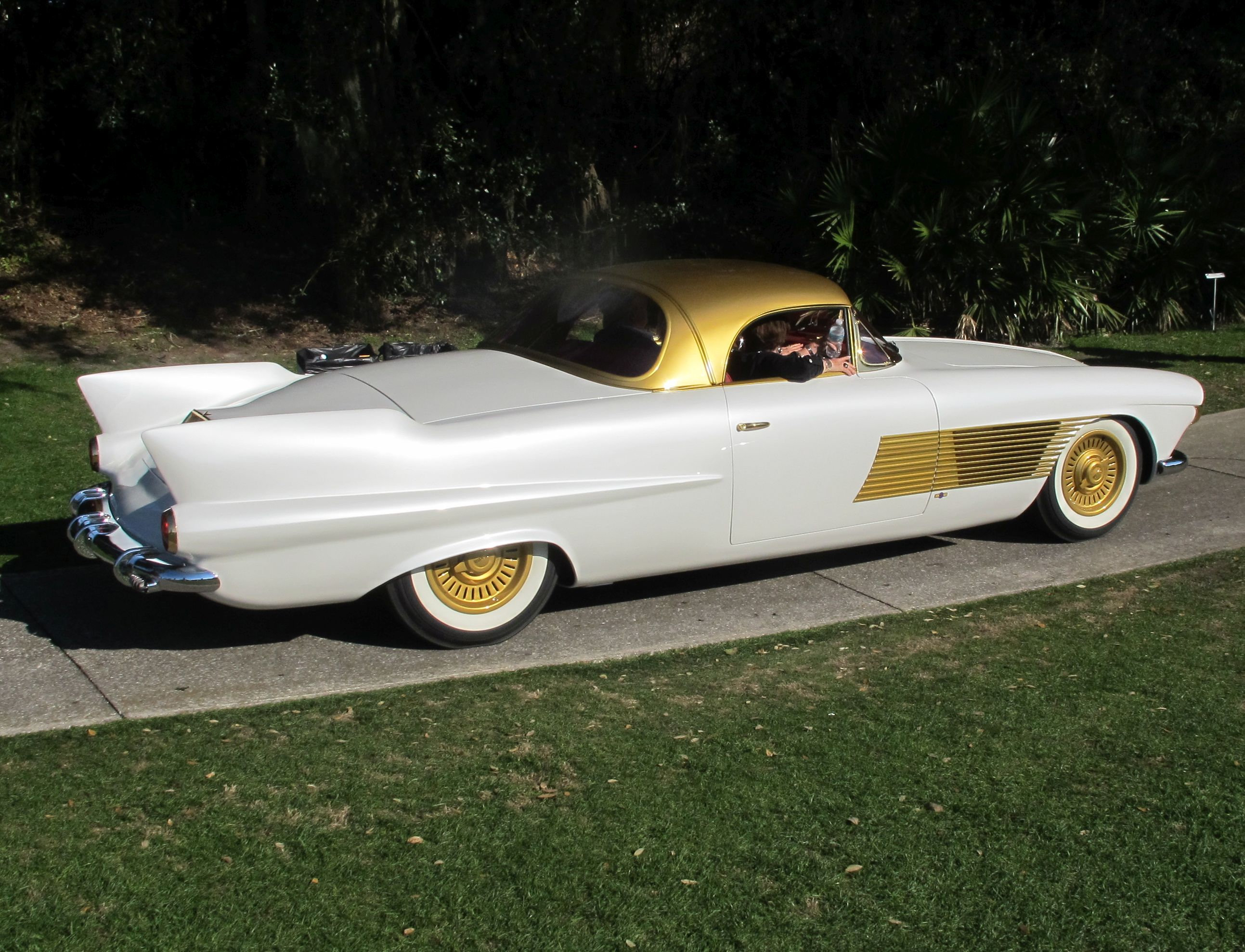
1955 کادیلاک توسط روکو موتو از تورین ، ایتالیا